# Pierre II (empereur du Brésil)
Vous lisez un « article de qualité » labellisé en 2011.
Pour les articles homonymes, voir Pierre du Brésil et Pedro II.
Pierre II ou Pedro II (de son nom complet Pedro de Alcântara João Carlos Leopoldo Salvador Bibiano Francisco Xavier de Paula Leocádio Miguel Gabriel Rafael Gonzaga), né le 2 décembre 1825 à Rio de Janeiro et mort le 5 décembre 1891 à Paris (8e arrondissement), est empereur du Brésil de 1831 à 1889.
Surnommé « le Magnanime »,, il est le second et dernier dirigeant de l'empire du Brésil, sur lequel il règne pendant plus de 58 ans. Membre de la maison de Bragance, il est le septième enfant de l'empereur Pierre Ier et de l'impératrice Marie-Léopoldine d'Autriche. L'abdication soudaine et le départ de son père vers l'Europe, en 1831, le laissent seul avec deux de ses sœurs, à l'âge de cinq ans. Devenu empereur, il passe une enfance et une adolescence tristes et solitaires. Obligé de passer son temps à apprendre son métier, le jeune souverain ne connaît que de brefs moments de bonheur et de rencontres avec quelques amis de son âge. Ses expériences des intrigues de cour et de conflits politiques durant cette période affectent fortement son caractère. Adulte, il a un important sens du devoir et de dévouement envers son pays et son peuple, mais vit mal son rôle de monarque.
Héritant un empire au bord de la désintégration, Pierre II transforme le Brésil en une puissance émergente sur la scène internationale reconnue pour la stabilité de son régime politique, à savoir une monarchie constitutionnelle représentative, sa liberté d'expression, son respect des droits civiques, ainsi que sa croissance économique. Sous le règne de Pierre II, le Brésil sort victorieux de trois conflits internationaux (la guerre de la Plata, la guerre uruguayenne et la guerre de la Triple-Alliance) et l'empereur joue un rôle important dans plusieurs autres différends internationaux ou internes. Il pousse fermement à l'abolition de l'esclavage et se montre un partisan acharné de l'apprentissage, de la culture et des sciences. Son comportement suscite le respect et l'admiration de savants et écrivains tels que Charles Darwin, Victor Hugo et Friedrich Nietzsche, et il est un ami, entre autres, de Richard Wagner, Louis Pasteur, Alexander Graham Bell, Claude-Henri Gorceix et Henry Longfellow.
Bien que la plupart des Brésiliens n'éprouvent pas de véritable désir de changement de gouvernement, l'empereur est renversé par un coup d'État soudain qui n'a presque pas de soutien en dehors d'un groupe de chefs militaires désirant la création d'une république d'inspiration caudilliste. Devenu las de son rôle de souverain et peu confiant dans les perspectives d'avenir de la monarchie, Pierre II ne cherche pas à prévenir son éviction et ne tente pas de rétablir la monarchie par la suite. Il passe les deux dernières années de sa vie en exil en Europe, vivant seul avec très peu d'argent.
Quelques décennies après sa mort, ses restes reviennent au Brésil, où, réhabilité, il est désormais considéré comme un héros national.

## Jeunesse

### Naissance

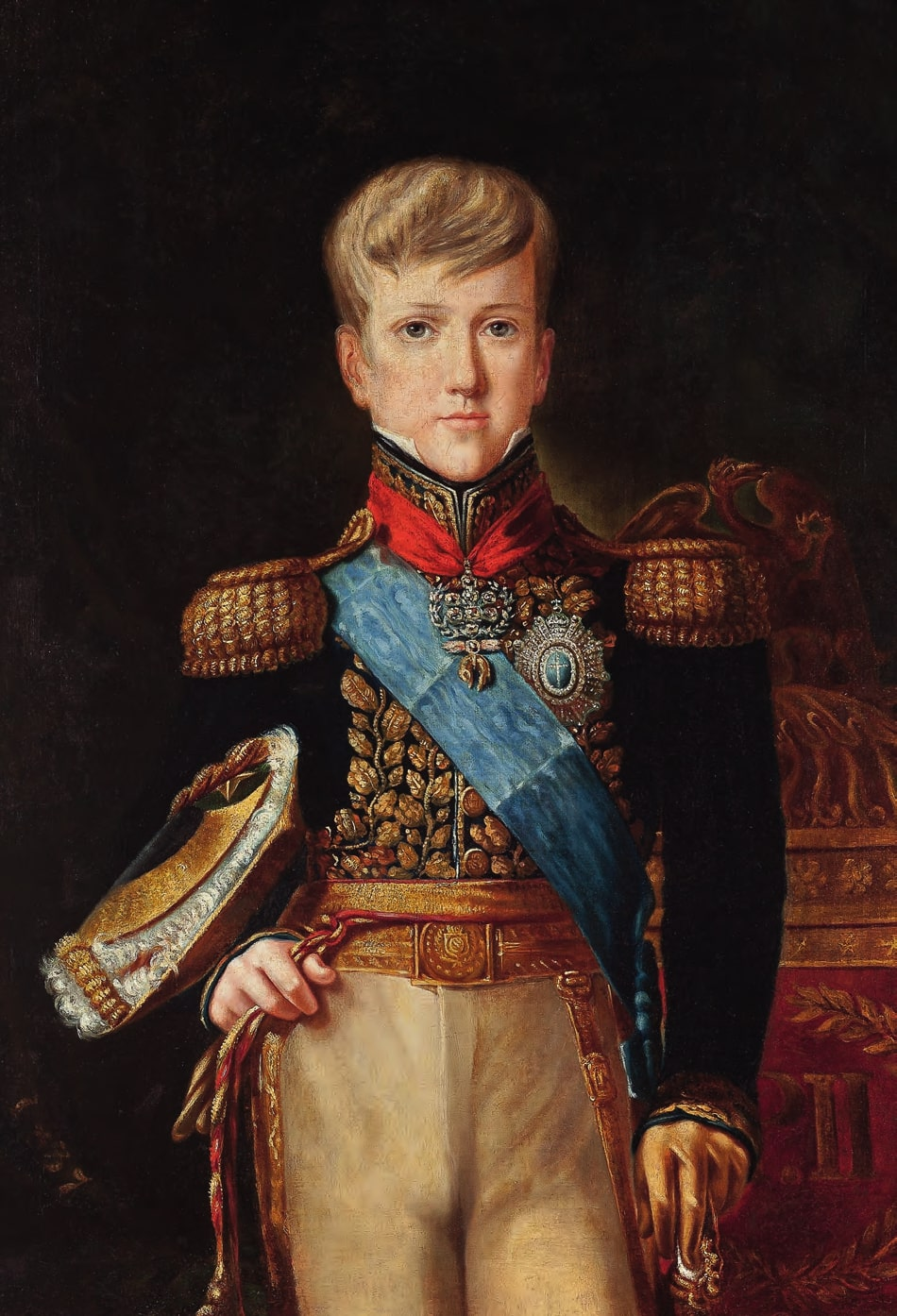
Pierre II à l'âge de 12 ans.

Le futur Pierre II naît à 2 h 30, le 2 décembre 1825, au palais de Saint-Christophe (Paço de São Cristóvão), à Rio de Janeiro,,. Son nom est un hommage à saint Pierre d'Alcántara,. Par son père Pierre Ier, Pierre II est membre de la branche brésilienne de la maison de Bragance. Il est le petit-fils du roi de Portugal Jean VI et le frère de la reine Marie II,. Sa mère est l'archiduchesse Marie-Léopoldine d'Autriche, fille de François II, le dernier empereur du Saint-Empire romain germanique. Par sa mère, il est aussi neveu (par alliance) de Napoléon Ier, cousin germain de François-Joseph Ier d'Autriche et de Maximilien Ier du Mexique,,.
Seul fils légitime de Pierre Ier ayant réussi à atteindre l'âge de l'adolescence, il est officiellement reconnu héritier du trône du Brésil avec le titre de prince impérial, le 6 août 1826,. L'impératrice Léopoldine meurt le 11 décembre 1826, quelques jours après avoir donné naissance à un garçon mort-né, alors que Pierre n'a qu'un an. Pierre n'a donc aucun souvenir de sa mère en dehors de ce qu'on lui dit plus tard d'elle,. La mémoire et l'influence de son père vont également disparaître et, au moment d'arriver à l'âge adulte, « il n'aura retenu aucune image forte de lui ».
Deux ans et demi après la mort de Léopoldine, l'empereur épouse Amélie de Leuchtenberg mais le jeune Pierre II ne passe que peu de temps avec sa belle-mère. Cependant, même s'il ne la revoit pas pendant quarante ans, leurs relations sont affectueuses,, et tous deux gardent des contacts jusqu'à la mort de l'impératrice en 1873. L'empereur Pierre Ier abdique le 7 avril 1831, après un long conflit avec la faction libérale (que le futur empereur scinde à la fin des années 1830 en ce qui devient alors les deux partis dominants sous la monarchie : les conservateurs et les libéraux). Pierre Ier et Amélie partent aussitôt pour l'Europe pour rétablir Marie II de Portugal sur le trône portugais, que le frère cadet de l'empereur, Michel Ier, a usurpé,. Laissé seul, Pierre devient Dom Pedro II, empereur constitutionnel et défenseur perpétuel du Brésil.

### Éducation
Au moment de quitter le pays, Pierre Ier désigne trois personnes pour prendre ses enfants brésiliens en charge. Le premier est José Bonifácio de Andrada e Silva, ami de l’empereur et leader politique influent au moment de l’indépendance, qui est nommé tuteur,. La deuxième est Mariana de Verna, qui occupait le poste d’aia (gouvernante) depuis la naissance de Pierre II. Enfant, le prince impérial appelle cette dernière sa « Dadama », comme il ne peut pas prononcer le mot dama (Madame) correctement. Pierre II la considère comme sa mère adoptive et continue à l’appeler par son surnom à l’âge adulte, par affection,. La troisième personne est Rafaël, un Afro-Brésilien, vétéran de la guerre entre l'Argentine et le Brésil,. Rafaël est un employé du palais de São Cristóvão, résidence principale de l’empereur pendant son enfance, en qui Pierre Ier a profondément confiance et qui se voit chargé de s’occuper de son fils, une charge qu’il assume pendant le reste de sa vie,.
Bonifácio est congédié en décembre 1833 et remplacé par un autre tuteur,,. Le jeune Pierre passe ses journées à étudier, avec seulement deux heures quotidiennes allouées aux amusements. Il se réveille à 6 h 30 et commence à travailler à 7 heures, poursuivant ses études jusqu'à 22 heures, après quoi il va se coucher. On prend le plus grand soin, dans sa formation, de promouvoir chez lui un caractère différent de celui de son père, qui s'était montré impulsif et irresponsable,. Sa passion pour la lecture lui permet d'assimiler tout ce qu'on lui fait lire. Sans être un génie, c'est un enfant intelligent qui acquiert des connaissances avec une grande facilité.
L'empereur connaît une enfance malheureuse et solitaire,. La perte soudaine de ses parents le marque jusque tard dans sa vie. Il a peu d'amis de son âge,, et le contact avec ses sœurs, Janvière et Françoise, est limité,,. L'environnement dans lequel on l'élève fait de lui une personne timide et en manque d'affection, qui voit dans les livres un refuge pour se retirer du monde réel,.

### Couronnement et régence

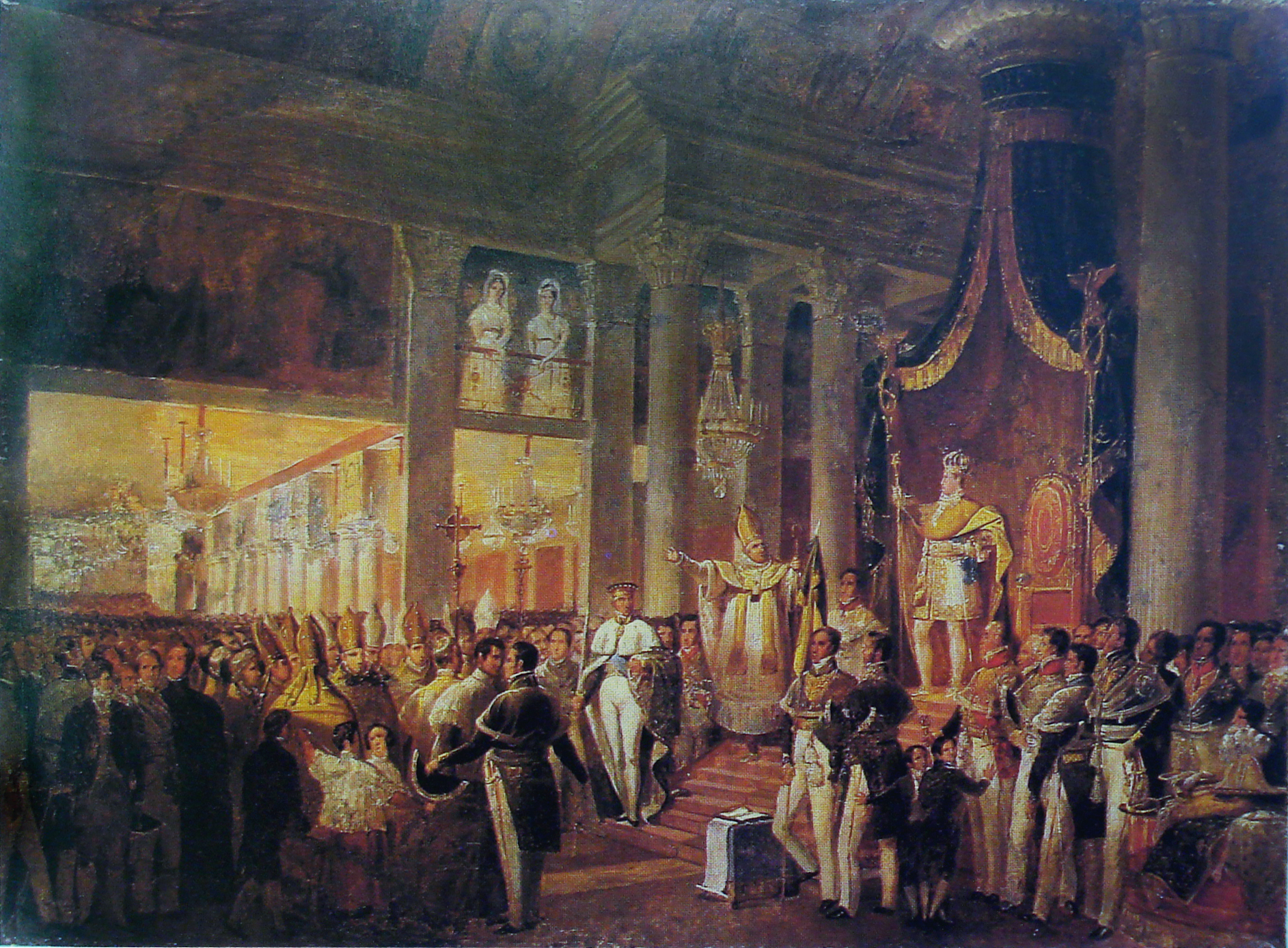
Le couronnement de Pierre II le 18 juillet 1841.

La régence, mise en place jusqu'à la majorité du jeune empereur, est une période de crise, sans doute la plus sombre de l'histoire du Brésil. Des différends entre les factions politiques conduisent à plusieurs rébellions et aboutissent à une situation instable, presque anarchique.
À partir de 1835, on envisage la possibilité de confier la régence à la sœur aînée du souverain ou d'abaisser l'âge de la majorité du jeune empereur, pour ne pas attendre ses 18 ans, le 2 décembre 1843,,. La seconde idée reçoit le soutien des deux principaux partis politiques,. Ceux qui vont aider l'empereur à prendre le pouvoir pensent sans doute être en mesure de manipuler ce jeune homme sans expérience. Pourtant, selon l'historien Roderick J. Barman, en 1840, « ils ont perdu toute confiance en leur capacité à gouverner le pays par leurs propres moyens ». Ils acceptent Pierre II comme « une figure d'autorité dont la présence est indispensable à la survie du pays ». Les Brésiliens eux-mêmes appuient l'abaissement de l'âge de la majorité car la population considère le souverain comme « le symbole vivant de l'unité de la patrie » ; sa position de prince héritier lui donne, « aux yeux de l'opinion publique, une autorité supérieure à celle de tout régent ».
Les partisans d'un passage immédiat du souverain à l'âge de la majorité adoptent une motion demandant à l'empereur d'assumer les pleins pouvoirs. Une délégation est envoyée au Palais impérial pour lui demander s'il accepte ou non une telle idée,,. Le jeune homme répond timidement « Oui » lorsqu'on lui demande s'il veut que l'âge de sa majorité soit abaissé et « maintenant » lorsqu'on lui demande s'il préfère qu'elle entre en vigueur immédiatement ou s'il préfère attendre son anniversaire en décembre,. Le lendemain, le 23 juillet 1840, l'Assembléia Geral (le Parlement) déclare officiellement Pierre II majeur,. Dans l'après-midi, le jeune empereur prête serment,. Il est acclamé, couronné et sacré le 18 juillet 1841,.
Les régents de l'empire du Brésil, à la suite du départ de Pierre Ier et jusqu'à la majorité officielle de Pierre II, étaient les hommes d'État brésiliens :
- conjointement du 7 avril 1831 au 18 juin 1831 :   
  - José Joaquim Carneiro de Campos, vicomte puis marquis de Caravelas (1768-1836)
  - Nicolau Pereira de Campos Vergueiro (1778-1859)
  - Francisco de Lima e Silva (1785-1853)
- conjointement du 18 juin 1831 au 12 octobre 1835 :
  - Francisco de Lima e Silva
  - José da Costa Carvalho (1796-1860)
  - João Bráulio Muniz (1796-1835)
- du 12 octobre 1835 au 19 septembre 1837 :
  - Diogo Antônio Feijó (1784-1843)
- du 19 septembre 1837 au 23 juillet 1840 :
  - Pedro de Araújo Lima (1793-1870)

## La consolidation du pouvoir

### Le mariage

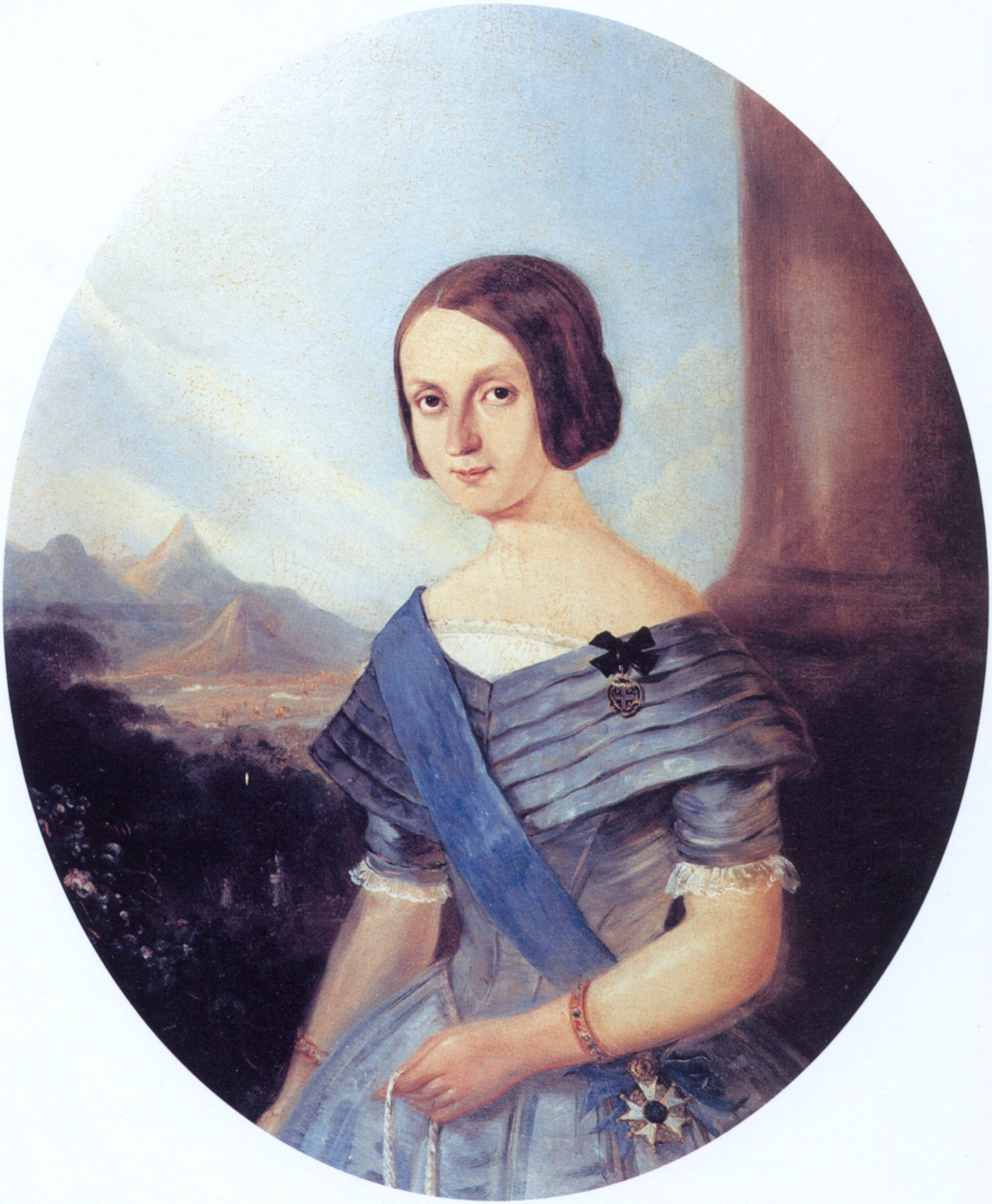
Thérèse-Christine de Bourbon-Siciles, femme de Pierre II, en 1846, à 24 ans.

La fin de la régence factieuse stabilise le pouvoir. Avec un monarque sur le trône, l'autorité est exercée d'une seule et claire voix. Pierre II conçoit son rôle comme celui d'un arbitre, refusant de prendre parti pour l'une ou l'autre faction. Le jeune empereur est diligent dans son nouveau rôle, faisant tous les jours des inspections et des visites personnelles à différents services gouvernementaux. Ses sujets sont impressionnés par son apparente confiance en soi, même si sa timidité et son manque de sens des relations sont considérés comme des défauts. L'habitude qu'il a de ne répondre à ses interlocuteurs que par un mot ou deux dans les conversations directes est ainsi difficile à supporter. Ce comportement taciturne, de prudence dans les relations, trouve sans doute ses racines dans l'abandon, les intrigues et les trahisons qu'il a vécus pendant son enfance.
En coulisse, un groupe de hauts fonctionnaires et d'importants hommes politiques connus sous le nom de « Faction des Courtisans », a une forte influence sur le jeune empereur et certains deviennent très proches de lui. Ils utilisent habilement le souverain pour éliminer leurs ennemis (réels ou présumés). Leurs rivaux n'ont que difficilement accès au souverain et les informations qu'ils lui transmettent sont strictement contrôlées. Ces courtisans utilisent des séries continues de réunions, d'études, d'apparitions en public et de problèmes de gestion des affaires du gouvernement, pour distraire l'attention de l'empereur, le garder occupé en permanence, l'isoler des autres sans qu'il ait conscience d'être exploité.
Préoccupés par le mutisme de l’empereur et son manque de maturité, ces courtisans imaginent que son mariage permettrait d’améliorer son comportement et son caractère. Sondé par le gouvernement brésilien, le royaume des Deux-Siciles propose la princesse Thérèse-Christine de Bourbon-Siciles comme future épouse,,. On envoie alors un portrait de la princesse à Pierre II. Devant la beauté du tableau, le jeune monarque accepte le projet d’union,. Pierre II et Thérèse-Christine se marient par procuration à Naples le 30 mai 1843,,. La nouvelle impératrice arrive au Brésil le 3 septembre 1843,. Cependant, lorsqu’il la voit, l’empereur est très déçu,,. L’image qu'on lui a envoyée est une idéalisation évidente : Thérèse Christine est petite, un peu enrobée, elle boite fortement et, si elle n’est pas vraiment laide, elle n’est pas non plus jolie,,. L’empereur ne cherche guère à cacher sa déception. Un observateur déclare qu’il tourne le dos à sa femme, un autre dit qu’il est tellement choqué qu’il a besoin de s’asseoir. Ce soir-là, Pierre II pleure et se plaint à Mariana de Verna : « Ils m’ont trompé, Dadama ! »,,. Il faut plusieurs heures pour le convaincre que son devoir est d’accepter la situation,,. La messe de mariage officielle avec l’échange des serments a lieu le lendemain, le 4 septembre 1843,,.

### L’autorité impériale est établie

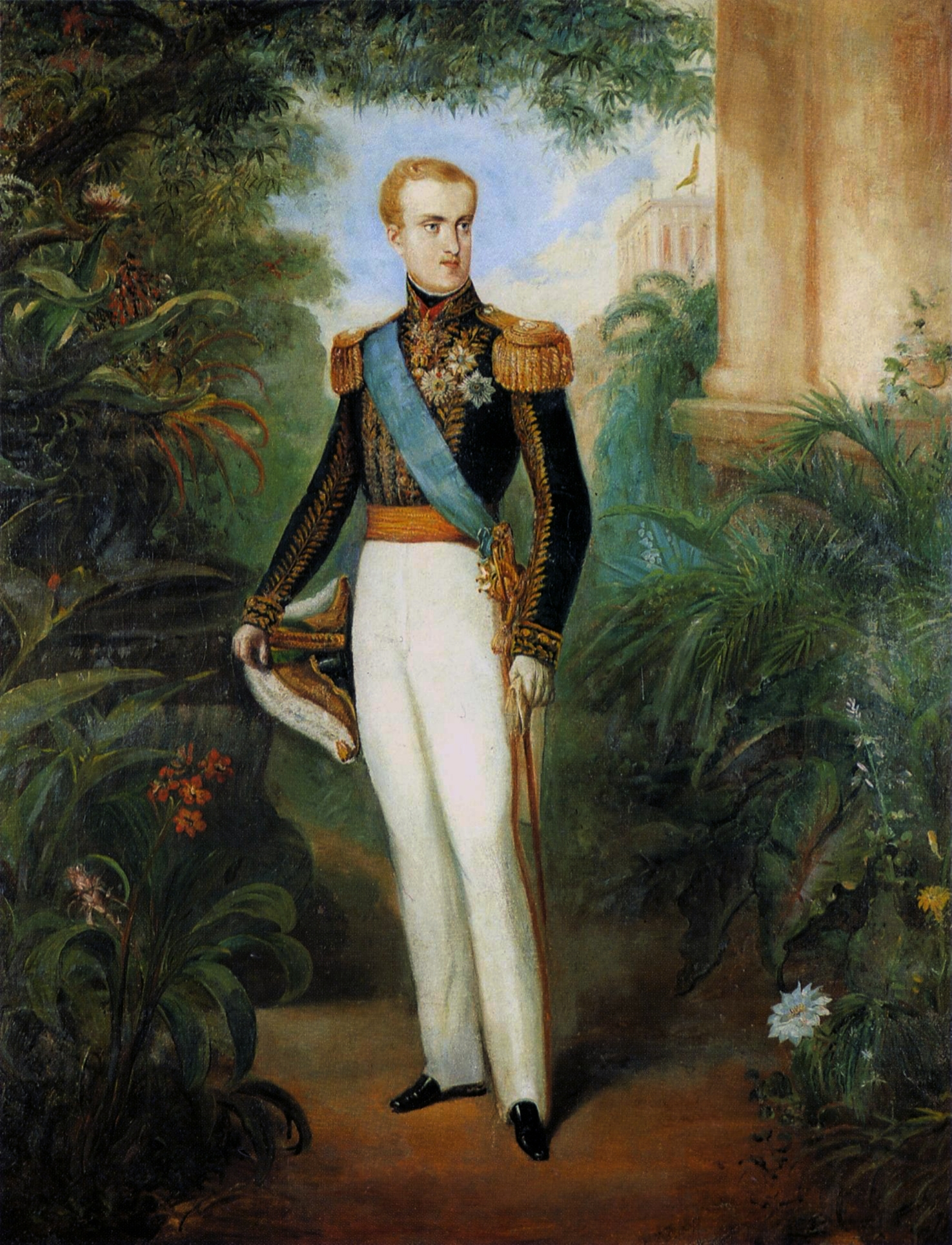
Pierre II, à 20 ans en uniforme de parade d’amiral, 1846.

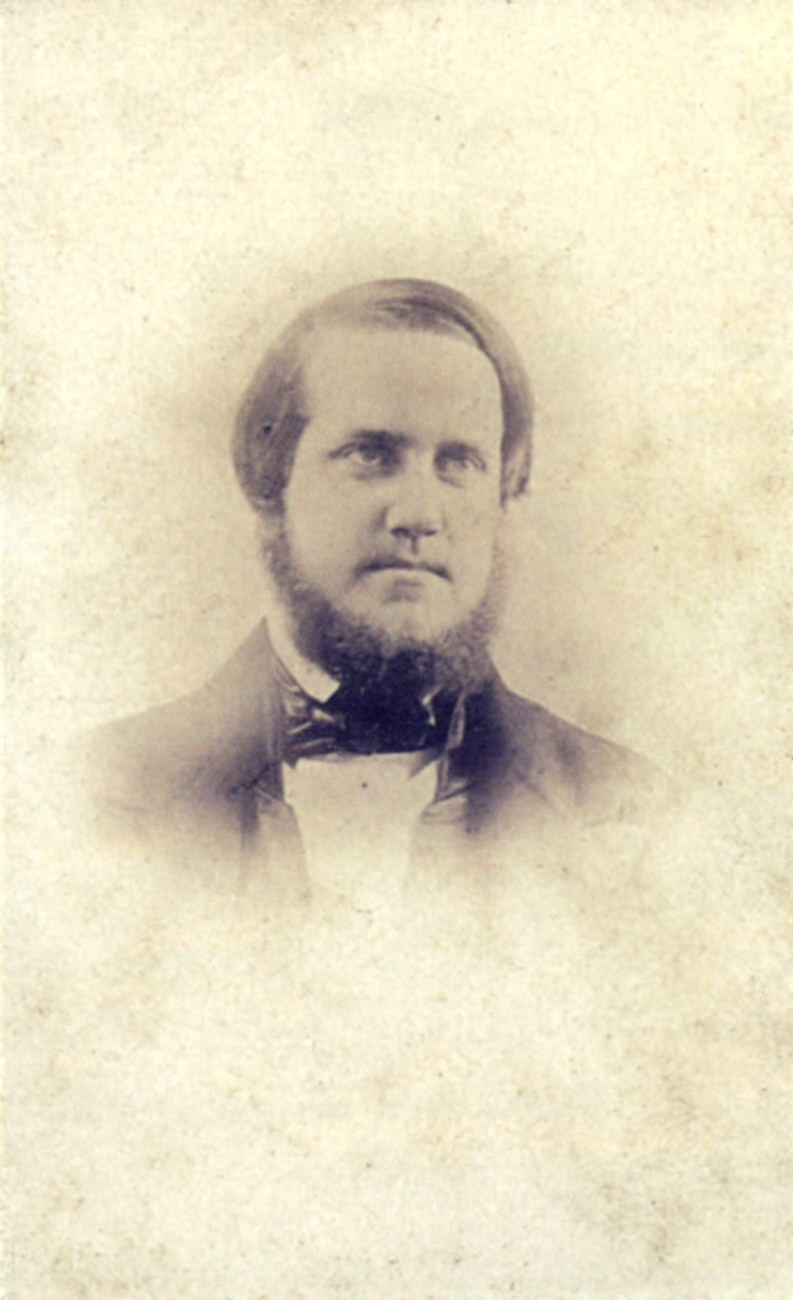
Première photo de l’empereur Pierre II, vers 1848.

En 1846, Pierre II a mûri physiquement et mentalement. Il n'est plus dans la situation de précarité de ses 14 ans, lorsqu'il était influencé par les commérages, les soi-disant complots secrets et autres tactiques de manipulation. Il a grandi et c'est un homme de 1,90 m,, blond aux yeux bleus,, et décrit comme beau,,. En vieillissant, ses points faibles s'effacent et ses points forts passent au premier plan. Pierre II a appris à être non seulement impartial et diligent, mais aussi courtois et patient. Lorsqu'il commence à exercer pleinement le pouvoir, ses compétences et sa diligence à gouverner ont grandement contribué à son image d'efficacité. L'historien Roderick J. Barman le décrit à ce moment-là : « Il cache ses émotions sous une discipline de fer. Il n'est jamais grossier et ne perd jamais son sang-froid. Il est exceptionnellement discret et prudent dans ses actions exceptionnelles. »
À la fin de 1845 et au début de 1846, l'empereur fait une visite dans les provinces du sud du Brésil, visitant les États de Santa Catarina, São Paulo (dont fait partie le Paraná à l'époque) et de Rio Grande do Sul. Il est conforté par l'accueil chaleureux et enthousiaste qu'il reçoit. Ce succès l'encourage, pour la première fois de sa vie, à agir avec assurance, de sa propre initiative et selon ses idées. Plus important encore, cette période voit la fin de la Faction des Courtisans dont Pierre II parvient à écarter en douceur les membres de son entourage.
Pierre II doit faire face à trois crises entre 1848 et 1852. La première est liée au commerce des esclaves importés illégalement. Interdite en 1826 dans le cadre d'un traité avec la Grande-Bretagne, la traite s'est cependant poursuivie sans relâche et, de ce fait, le parlement britannique vote en 1845 la loi Aberdeen qui autorise les navires de guerre britanniques à aborder les navires marchands brésiliens et à saisir tout bateau impliqué dans la traite des esclaves. Alors que le Brésil est aux prises avec ce problème, éclate la deuxième crise, la révolte praieira, le 6 novembre 1848. Il s'agit là d'un conflit entre factions politiques locales dans la province de Pernambouc opposant une majorité de la population aux grands propriétaires terriens partisans de l'esclavage et qui s'achève en mars 1849. Le 4 septembre 1850, une nouvelle loi donne au gouvernement de larges pouvoirs pour lutter contre le commerce illégal des esclaves. Avec ce nouvel outil, le Brésil peut supprimer la traite. En 1852, cette première crise est terminée, la Grande-Bretagne accepte de reconnaître que ce commerce est réglé.
La troisième crise est un conflit avec la Confédération argentine pour le contrôle de territoires adjacents au Río de la Plata et la libre navigation sur le fleuve. Depuis les années 1830, le dictateur argentin Don Juan Manuel de Rosas soutient les rébellions en Uruguay et au Brésil. Ce n’est qu'en 1850 que le Brésil peut faire face à la menace représentée par Rosas. Une alliance est conclue entre le Brésil, l’Uruguay et les opposants argentins, conduisant à la guerre de la Plata et au renversement de la junte argentine en février 1852,. Selon l’historien Roderick J. Barman, une partie « considérable du crédit de cette affaire doit être affectée à […] l’empereur, dont le calme, la ténacité et le réalisme se sont avérés indispensables ».
En réussissant à sortir l'Empire grandi de ces crises, Pierre II améliore considérablement la stabilité et le prestige du Brésil qui s'impose comme une puissance marquante de l'Amérique du Sud. Au niveau international, les Européens commencent à considérer que le pays incarne les idéaux libéraux qui leur sont familiers, comme la liberté de la presse et le respect constitutionnel des libertés publiques. La monarchie constitutionnelle brésilienne contraste fortement avec les dictatures et l'instabilité endémique des autres nations d'Amérique du Sud au cours de cette période,,,.

## Enfance

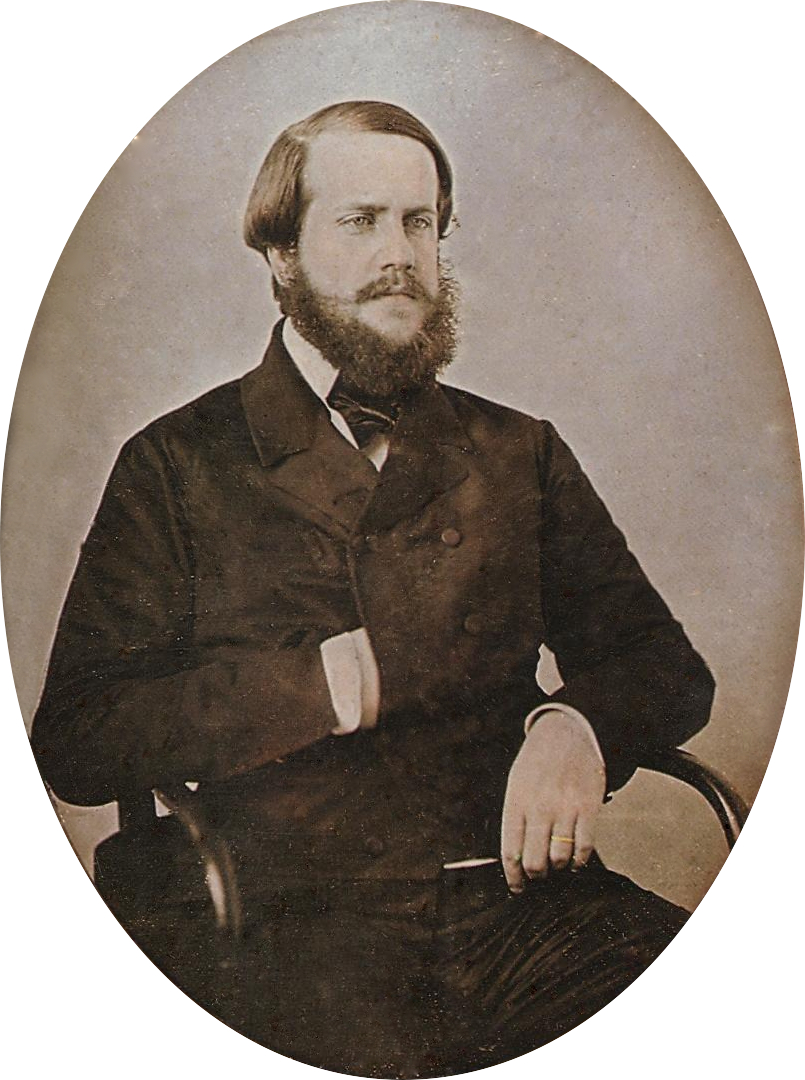
Pierre II vers l'âge de 25 ans.

Au début des années 1850, le Brésil jouit de la stabilité interne et de la prospérité économique,. Le pays, relié par le chemin de fer, le télégraphe et les voies de navigation, forme désormais une seule entité. De l'avis général, tant au Brésil qu'à l'étranger, ces réalisations n'ont été possibles que pour deux raisons : « le mode de gouvernement monarchique et le caractère de Pierre II ».
Pierre II n'est ni un souverain figurant de type britannique, ni un autocrate comme les tsars russes. Il gouverne en accord avec les élus, les partenaires économiques et l'assentiment populaire. Cette interdépendance a joué un grand rôle sur l'orientation du règne de Pierre. Ses principaux succès politiques sont en grande partie atteints grâce à son refus de la confrontation et sa volonté de coopérer avec ceux avec lesquels il travaille. Pierre II est remarquablement tolérant, acceptant les critiques, les désaccords ou même l'incompétence. Il est diligent et judicieux dans la nomination aux postes au gouvernement et cherche à lutter contre la corruption. N'ayant pas le pouvoir constitutionnel d'imposer seul ses décisions, son approche collaborative du gouvernement permet à la nation de progresser et au système politique de fonctionner avec succès.
Les incertitudes de son enfance et les manipulations qu'il a subies pendant sa jeunesse font qu'il est déterminé à prendre en main seul son propre destin. Atteindre une telle détermination nécessite d'avoir et de maintenir un pouvoir suffisant. Pierre II utilise sa participation active et essentielle au gouvernement pour influencer ses décisions. Sa direction devient indispensable, sans qu'elle ne dégénère en la « décision d'un seul homme ». Il respecte les prérogatives du Parlement, même quand celui-ci lui résiste, retarde ou contrarie ses objectifs et rendez-vous.
Le système politique brésilien ressemble aux autres régimes parlementaires. L'empereur, chef de l'État, demande au chef de file de l'une ou l'autre des deux principales formations politiques, conservateurs ou libéraux, de former un gouvernement. L'autre parti forme l'opposition à l'Assemblée législative, un contrepoids et contrôle du parti au pouvoir. Si le soutien au parti au pouvoir chute ou si le cabinet démissionne, l'empereur peut faire appel à d'autres personnes de l'un des partis pour former un nouveau gouvernement. « Dans son traitement des deux partis, il a besoin de maintenir sa réputation d'impartialité, d'accord avec le sentiment populaire, et évite toute imposition flagrante de sa volonté sur la scène politique ».
La présence active de Pierre II est importante dans l'organisation du pouvoir, qui comprend aussi le gouvernement, la Chambre des Députés et le Sénat (ces deux derniers formant l'Assemblée générale). La plupart des hommes politiques apprécient et appuient le rôle de l'empereur. Beaucoup ont vécu la période de la régence, où l'absence de chef placé au-dessus des intérêts mesquins et égoïstes a conduit à des années de conflits entre les factions politiques. Leur expérience de la vie publique a créé une conviction que l'empereur est « indispensable pour que le Brésil continue d'avancer dans la paix et la prospérité ».

### Vie familiale

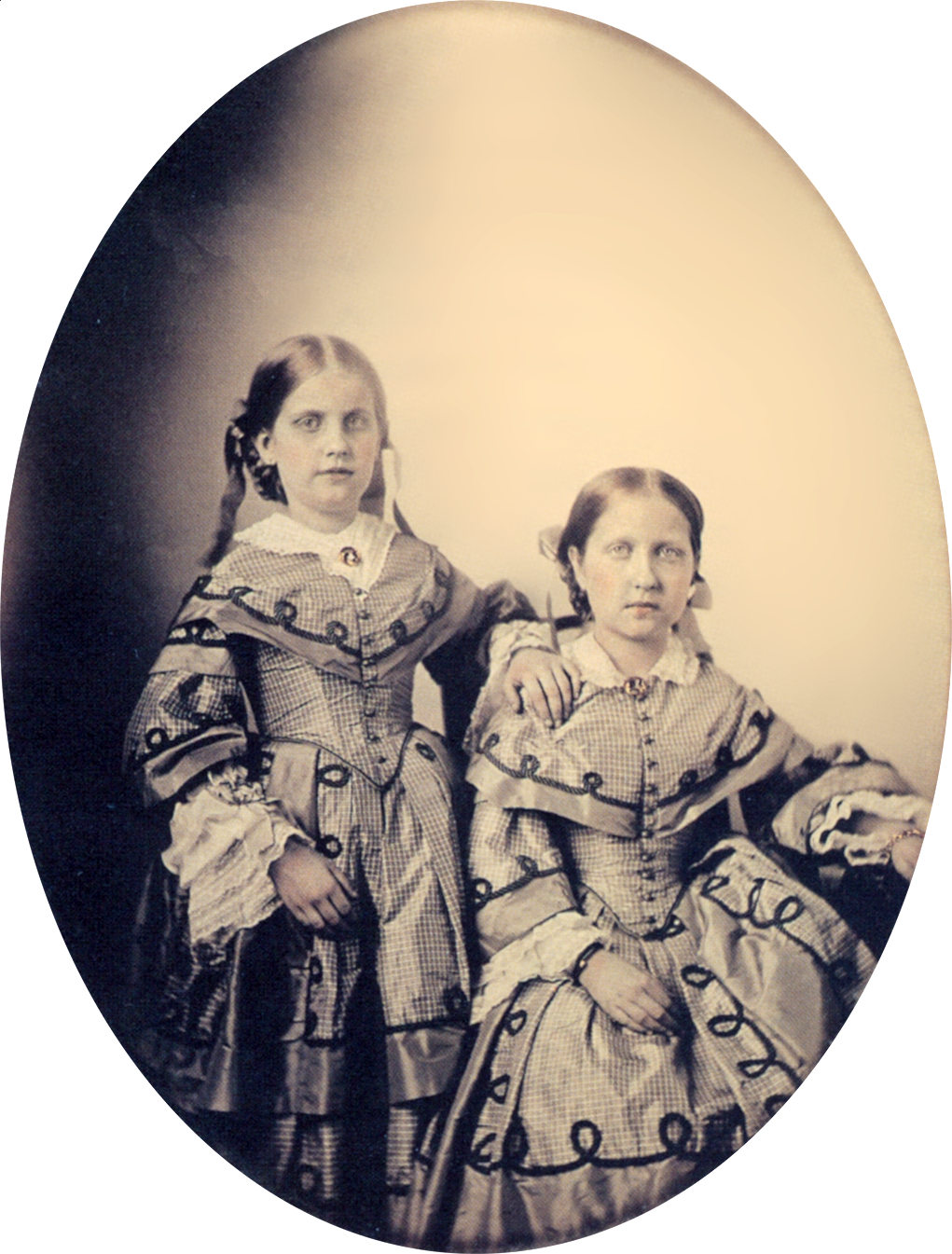
Les princesses Léopoldine et Isabelle (assise).

Le mariage entre Pierre II et Thérèse Christine a mal commencé mais, avec l'âge, de la patience et la naissance de leur premier enfant, Alphonse, leurs relations s'améliorent,. Par la suite, l'impératrice donne naissance à plusieurs autres enfants : Isabelle en 1846, Léopoldine en 1847, et enfin, Pierre, en 1848,,,. Cependant, les deux garçons meurent très jeunes ce qui laisse l'empereur effondré,,. Au-delà de sa souffrance de père, sa vision de l'avenir de l'Empire change complètement. Malgré son affection pour ses filles, Pierre II ne croit pas qu'Isabelle, devenue princesse héritière, soit capable d'assurer correctement les fonctions impériales. Il pense au contraire que son successeur doit être de sexe masculin pour que la monarchie puisse être viable. Il considère de plus en plus que le système impérial lui est lié de façon inextricable et qu'il ne peut lui survivre. Isabelle et sa sœur reçoivent une éducation exceptionnelle mais l'empereur ne les prépare pas du tout à diriger la nation. Il exclut ainsi Isabelle de toute participation aux réunions et décisions gouvernementales.
Vers 1850, Pierre II commence à avoir des relations discrètes avec d'autres femmes. La plus célèbre et durable de ces relations l'unit à Luísa Margarida Portugal de Barros, comtesse de Barral, avec qui il entretient une liaison romantique et intime, mais non adultérine, après sa nomination comme gouvernante de ses filles en novembre 1856,,. Tout au long de sa vie, l'empereur s'accroche à l'espoir de trouver l'âme sœur, car il se sent toujours trompé en raison de la nécessité de son mariage avec une femme pour laquelle il ne ressent pas la moindre passion. Ce n'est là qu'un exemple illustrant la double identité de l'empereur : d'un côté « Dom Pedro II », qui assure assidûment le devoir que le destin lui a assigné, et de l'autre, « Pedro de Alcântara » qui considère son rôle impérial comme une charge ingrate et qui est plus heureux dans le monde de la littérature et des sciences.
Pierre II est ce qu'on appelle un « bourreau de travail » et il mène une vie très exigeante. Généralement, l'empereur se lève à 7 heures et ne se couche pas avant 2 heures du matin. Sa journée est consacrée aux affaires d'État et il passe le peu de temps qui lui reste à la lecture et à l'étude. Il s'habille en pantalon, cravate et simple queue noire. Dans les occasions spéciales, il porte le costume de cour et il n’apparaît dans ses plus beaux atours avec couronne, manteau et sceptre que deux fois par an, lors de l'ouverture et de la clôture de l'Assemblée parlementaire,.
Pierre II oblige les politiciens et les fonctionnaires de son gouvernement à suivre les normes strictes qu’il s’impose. Il demande à ses collaborateurs de travailler au moins huit heures par jour et sélectionne strictement les fonctionnaires en se basant sur leur morale et leur mérite. Pour montrer l’exemple, Pierre II vit simplement. Bals et réunions mondaines cessent après 1852,. Il refuse également de demander ou de permettre qu’on augmente le montant de sa liste civile (environ 800 000 réaux par an), de 1840, où elle représente 3 % des dépenses du gouvernement, à 1889, où elle n’en représente plus que 0,5 %,. L’empereur refuse tout luxe,,, déclarant une fois : « Je crois que les dépenses inutiles privent la nation ».

### Patron des arts et des sciences
« Je suis né pour me consacrer à la culture et aux sciences » écrit-il dans son journal intime en 1862,. Pierre II veut toujours apprendre et trouve dans les livres un refuge contre les exigences de sa fonction,. L'empereur a des capacités remarquables à mémoriser des passages qu'il a lus dans le passé,. Ses sujets d'intérêt sont très variés ; ce sont notamment l'anthropologie, l'histoire, la géographie, la géologie, la médecine, le droit, les religions, la philosophie, la peinture, la sculpture, le théâtre, la musique, la chimie, la physique, l'astronomie, la poésie, la technologie,. À la fin de son règne, trois bibliothèques de son palais abritent plus de 60 000 volumes. Il a une telle passion pour les langues qu'il continue toute sa vie à en apprendre de nouvelles et est capable de parler et d'écrire non seulement le portugais, mais aussi le latin, le français, l'allemand, l'anglais, l'italien, l'espagnol, le grec, l'arabe, l'hébreu, le sanskrit, le chinois, l'occitan et le tupi-guarani,,,,. Pierre II devient le premier photographe brésilien à acquérir un appareil photo daguerréotype en mars 1840,. Il crée à São Cristóvão un laboratoire consacré à la photographie et un autre à la chimie et la physique. Il fait construire aussi un observatoire astronomique.
L'érudition de l'empereur étonne Friedrich Nietzsche lorsque les deux hommes se rencontrent,,. Victor Hugo lui dit un jour : « Sire, vous êtes un grand citoyen, vous êtes le petit-fils de Marc-Aurèle », et Alexandre Herculano l'appelle « un Prince qui, de l'avis général, est le plus éminent de son époque en raison de ses dons de l'esprit et de l'application constante de ces dons aux sciences et à la culture ». Pierre II devient membre de la Royal Society, de l'Académie des sciences de Russie, de l'Académie royale des sciences, des lettres et des beaux-arts de Belgique et de la Société Géographique Américaine. En 1875, il est élu à l'Académie des sciences française, un honneur qui n'a précédemment été accordé qu'à deux autres chefs d'État : Pierre le Grand et Napoléon Bonaparte,. L'empereur échange des lettres avec des scientifiques, des philosophes, des musiciens et d'autres intellectuels. Beaucoup de ses correspondants deviennent ses amis. C'est le cas de Richard Wagner, Louis Pasteur, Claude-Henri Gorceix, Louis Agassiz, John Greenleaf Whittier, Michel-Eugène Chevreul, Alexandre Graham Bell, Henry Wadsworth Longfellow, Arthur de Gobineau, Frédéric Mistral, Alessandro Manzoni, Alexandre Herculano et Camilo Castelo Branco.
Pierre II se rend vite compte qu'il peut mettre les connaissances qu'il a accumulées au service du Brésil. Il considère l'éducation comme un sujet d'importance nationale et est lui-même un exemple concret de la valeur de l'enseignement,. Pierre II fait remarquer : « Si je n'étais pas empereur, je voudrais être enseignant, je ne connais pas de tâche plus noble que d'orienter les jeunes esprits et de préparer les hommes de demain ». L'éducation contribue également à créer un sentiment d'identité nationale au Brésil. Son règne voit la création de l'Institut historique et géographique brésilien chargé de promouvoir la recherche et de conserver les sciences historiques, géographiques, culturelles et sociales. Il fonde également l'Académie impériale de musique et l'Opéra national et le Colégio Pedro II qui doit servir de modèle à toutes les écoles du Brésil. Il soutient et développe l'Académie impériale des Beaux-Arts, créée par son père. L'empereur utilise une partie des revenus de sa liste civile pour financer des bourses afin que les étudiants brésiliens puissent étudier dans les universités, écoles d'art et conservatoires de musique en Europe,. Il finance également la création de l'Institut Pasteur, aide à garantir la construction du Palais des festivals de Bayreuth et souscrit à d'autres projets similaires. Ses efforts sont reconnus tant dans son pays qu'à l'étranger. Charles Darwin dit de lui : « L'Empereur fait tant pour la science, que tout homme de science est tenu de lui montrer le plus grand respect, ».

### Popularité et entrée en conflit avec l’Empire britannique

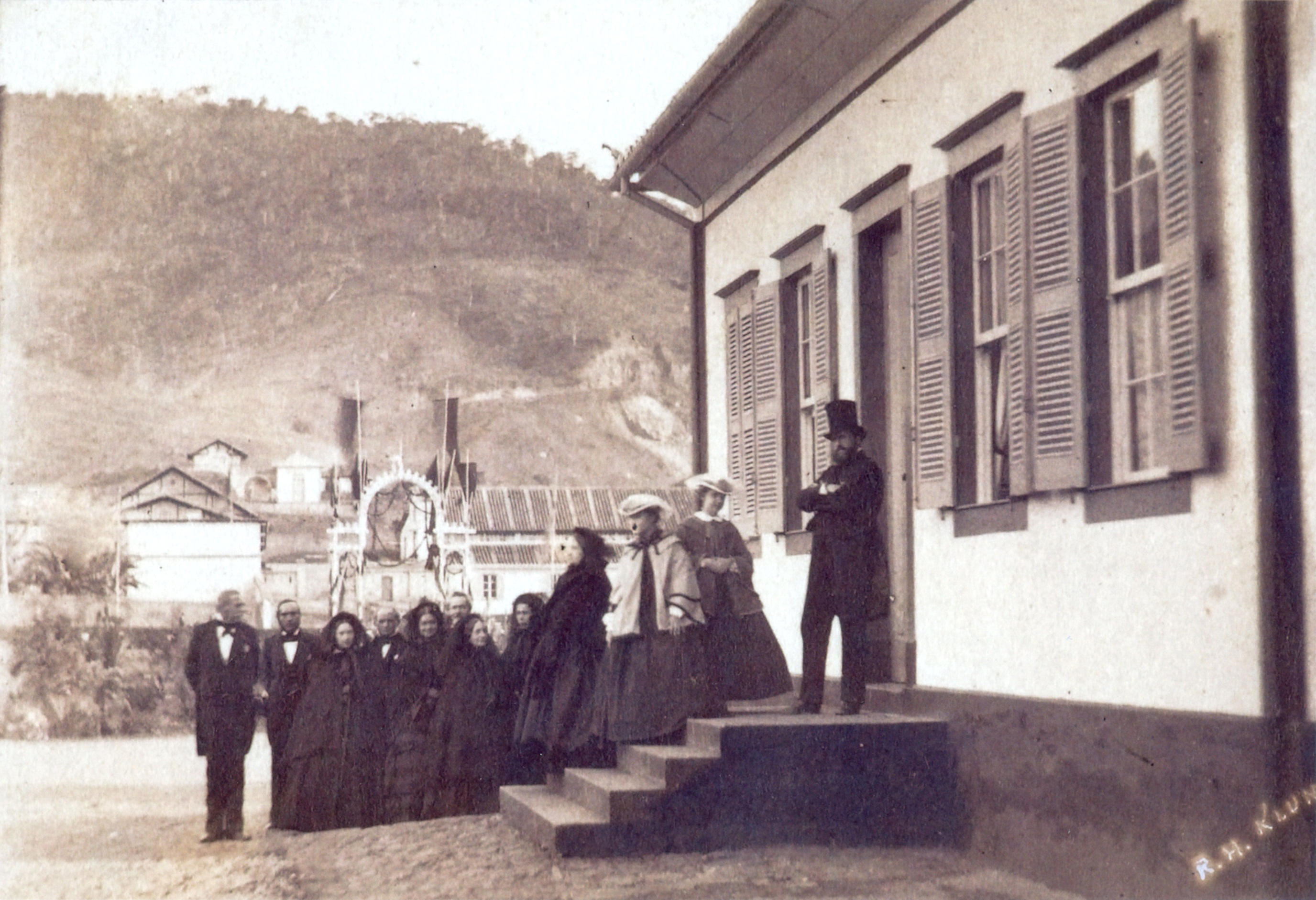
Pierre II avec sa femme et ses filles dans le sud du Minas Gerais en 1861.

À la fin de 1859, Pierre II quitte la capitale pour un voyage dans les provinces du Nord. Il visite Espírito Santo, Bahia, Sergipe, Alagoas, Pernambuco et Paraíba. Il revient en février 1860 après y avoir passé quatre mois. Le voyage est un énorme succès, l'empereur est accueilli partout avec chaleur et joie,,.
La première moitié des années 1860 voit un Brésil en paix et prospère. Les libertés civiles sont maintenues,. La liberté d'expression, qui existe depuis l'indépendance du Brésil, continue d'être fortement défendue par Pierre II,. Les journaux nationaux et provinciaux sont pour lui un moyen idéal d'avoir connaissance de l'opinion publique et de la situation générale de la nation. Un autre moyen est le contact direct avec ses sujets. Il organise à cet effet des audiences publiques le mardi et le samedi. N'importe qui (y compris les esclaves) peut être reçu et présenter ses pétitions ou raconter son histoire,. Il visite écoles, prisons, expositions, usines, casernes et profite de toutes ses apparitions publiques pour recueillir des informations de première main.
Cette tranquillité disparaît lorsque le consul britannique à Rio de Janeiro, William Christie Dougal, se déclare prêt à déclencher une guerre entre son pays et le Brésil. Le diplomate, qui croit en la diplomatie de la canonnière, envoie au Brésil un ultimatum abusif après deux incidents mineurs à la fin de 1861 et au début de 1862. Le premier est le naufrage d'un navire marchand anglais sur la côte du Rio Grande do Sul et le pillage de ses biens par les habitants locaux. Le second est l'arrestation d'officiers britanniques ivres qui sont à l'origine de bagarres dans les rues de Rio,,. Le gouvernement brésilien refuse de céder et William Christie Dougal donne des ordres pour que les navires de guerre britanniques capturent les navires marchands brésiliens à titre d'indemnité,,. La marine brésilienne se prépare alors à un conflit imminent. L'empereur ordonne l'achat de matériel d'artillerie côtière, les cuirassés et les défenses reçoivent l'autorisation de faire feu sur tout navire de guerre britannique essayant de capturer un navire brésilien. Pierre II mène la résistance du Brésil et rejette toute concession,,. Cette réponse est une surprise pour Christie, qui change de comportement et propose un règlement pacifique par voie d'arbitrage international,,. Le gouvernement brésilien présente ses arguments et, voyant la position du gouvernement britannique affaiblie, rompt ses relations diplomatiques avec la Grande-Bretagne en juin 1863,,.

## Guerre de la Triple Alliance

### Le «volontaire patriote»

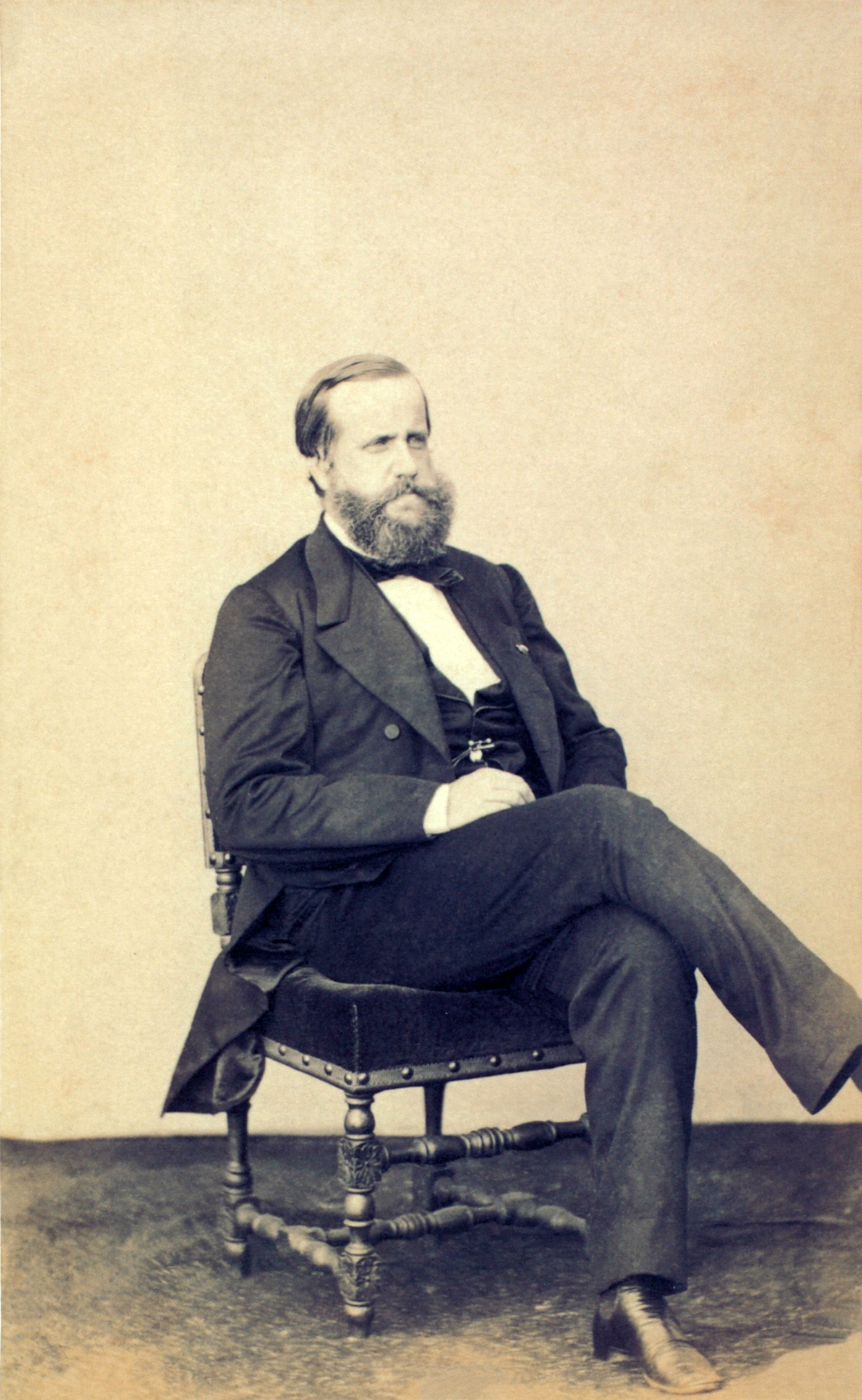
Pierre II à 39 ans, en 1865.

Alors que la guerre avec l'Empire britannique menace, le Brésil doit porter son attention sur ses frontières méridionales. Une nouvelle guerre civile a commencé en Uruguay,,. Ce conflit interne s'accompagne de l'assassinat de Brésiliens et du pillage de leurs biens dans le pays. Le gouvernement brésilien décide d'intervenir, de peur de donner une impression de faiblesse aux Britanniques. L'armée brésilienne envahit l'Uruguay en décembre 1864 pour y mener une brève campagne victorieuse qui prend fin le 20 février 1865,,.
Pendant ce temps, en décembre 1864, le dictateur du Paraguay, Francisco Solano López profite de la situation pour essayer de faire de son pays une puissance régionale. L'armée paraguayenne envahit la province brésilienne du Mato Grosso (actuellement l'État du Mato Grosso do Sul), déclenchant ainsi la guerre de la Triple Alliance. Quatre mois plus tard, les troupes paraguayennes envahissent l'Argentine avant d'attaquer la province brésilienne de Rio Grande do Sul,,.
Conscient de l'anarchie qui règne dans la région, de l'incapacité et de l'incompétence de ses chefs militaires à résister à l'armée paraguayenne, Pierre II décide d'aller au front en personne. Mais tant le Conseil des ministres que le Parlement refusent d'adhérer au souhait de l'empereur,. Après avoir également reçu un avis défavorable de la part du Conseil d'État, Pierre II fait la déclaration suivante : « Si on ne peut m'empêcher d'aller là-bas comme empereur, on ne peut m'empêcher d'abdiquer et d'y aller en tant que Volontaire patriote »,,,. C'est pourquoi les Brésiliens qui se portent volontaires pour aller à la guerre sont connus dans tout le pays comme les « Volontaires Patriotes », en hommage à Pierre II. Le monarque lui-même est appelé populairement le « volontaire Numéro un »,.
Pierre II quitte la capitale pour le sud du pays en juillet 1865,,. Il débarque dans le Rio Grande do Sul quelques jours plus tard et poursuit sa route par voie terrestre. Le voyage se fait à cheval et en charrette et, la nuit, l'empereur dort dans une tente de campagne. Pierre II arrive à Uruguaiana, une ville brésilienne occupée par l'armée paraguayenne, le 11 septembre. Lorsqu'il arrive, les troupes paraguayennes sont assiégées,

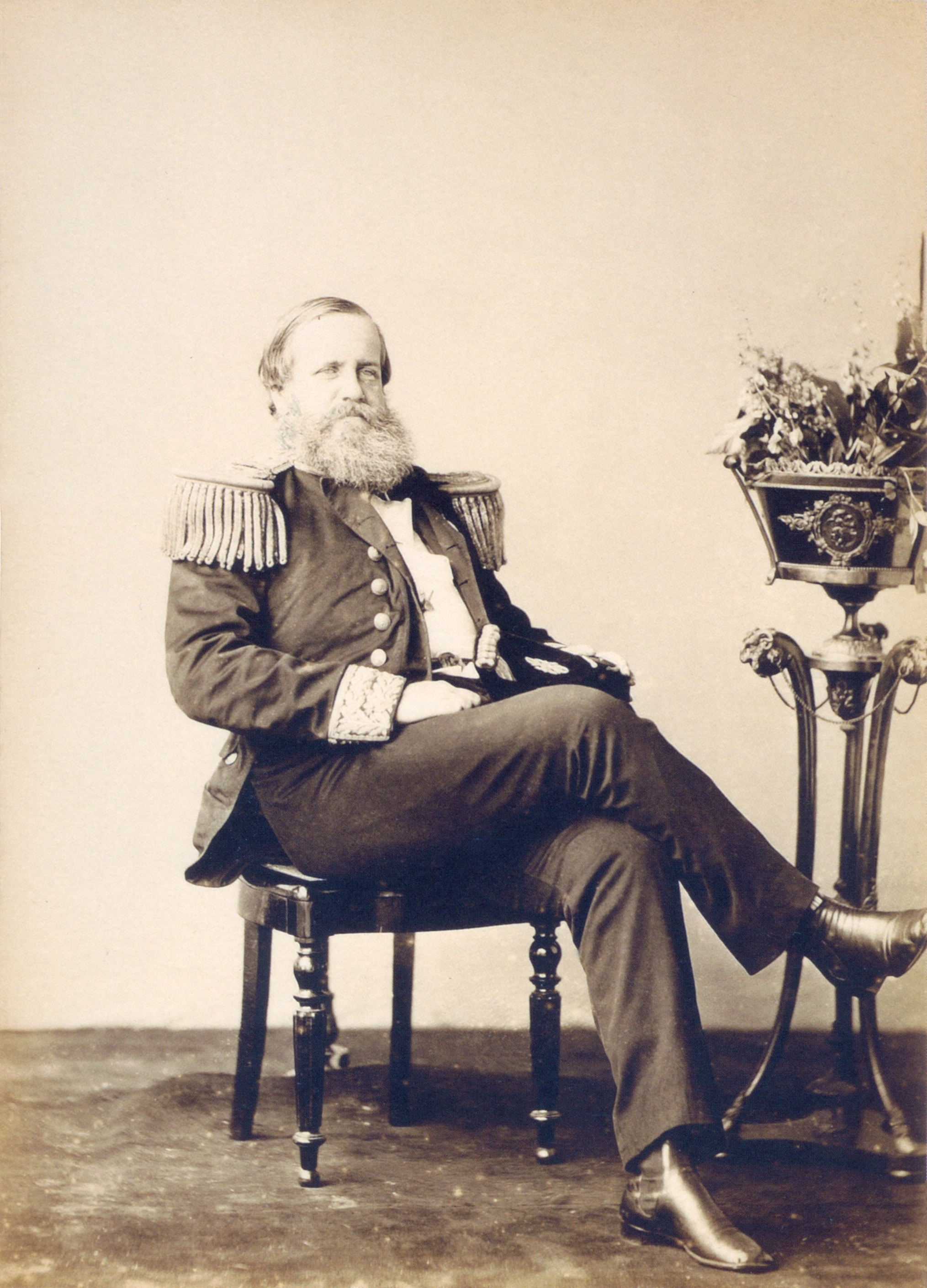
En uniforme d'amiral à l'âge de 44 ans, les années de guerre l'ont vieilli prématurément.

L'empereur monte à l'assaut d'Uruguaiana avec un fusil pour montrer son courage mais les Paraguayens n'osent pas l'attaquer,. Pour éviter de nouvelles effusions de sang, l'empereur propose au commandant paraguayen de se rendre avec des conditions honorables, ce que celui-ci accepte,,. La coordination des opérations militaires par l'empereur et son exemple personnel jouent un rôle décisif pour permettre de repousser l'invasion paraguayenne. On croit alors que la guerre touche à sa fin et que la reddition de López est imminente,,. Avant de quitter Uruguaiana, l'empereur reçoit l'ambassadeur britannique Edward Thornton, qui lui présente publiquement des excuses au nom de la reine Victoria et du gouvernement britannique pour la crise entre les deux empires,. Pierre II estime que cette victoire diplomatique sur la nation la plus puissante du monde est suffisante et renoue des relations amicales entre les deux nations. Il retourne à Rio de Janeiro et y est reçu en héros.

### Fin des hostilités
Contre toute attente, la guerre continue pendant près de cinq ans. Pendant cette période, l'empereur consacre son temps et son énergie à la poursuite de l'effort de guerre,. Il travaille sans relâche à lever et équiper des troupes pour renforcer ses lignes de front et à faire avancer la construction de nouveaux navires de guerre. En même temps, il s'efforce d'éviter les querelles entre les partis politiques pour qu'elles ne nuisent pas à l'effort militaire,. Son refus d'accepter un résultat à court terme plutôt qu'une victoire totale sur l'ennemi est crucial à ses yeux pour le résultat final,. Sa ténacité finit par payer avec la mort de López au combat le 1er mars 1870 et la fin de la guerre,.
Plus de 50 000 soldats brésiliens meurent au combat et le coût de la guerre représente onze fois le budget annuel du gouvernement. Cependant, le pays est si prospère, que le gouvernement peut rembourser la dette de guerre en dix ans seulement,. Le conflit stimule la production nationale et la croissance économique. Pierre II refuse la proposition de l'Assemblée d'ériger une statue équestre à son effigie pour commémorer la victoire et il choisit d'utiliser l'argent pour construire des écoles élémentaires,,,.

## L’apogée

### Un abolitionniste sur le trône

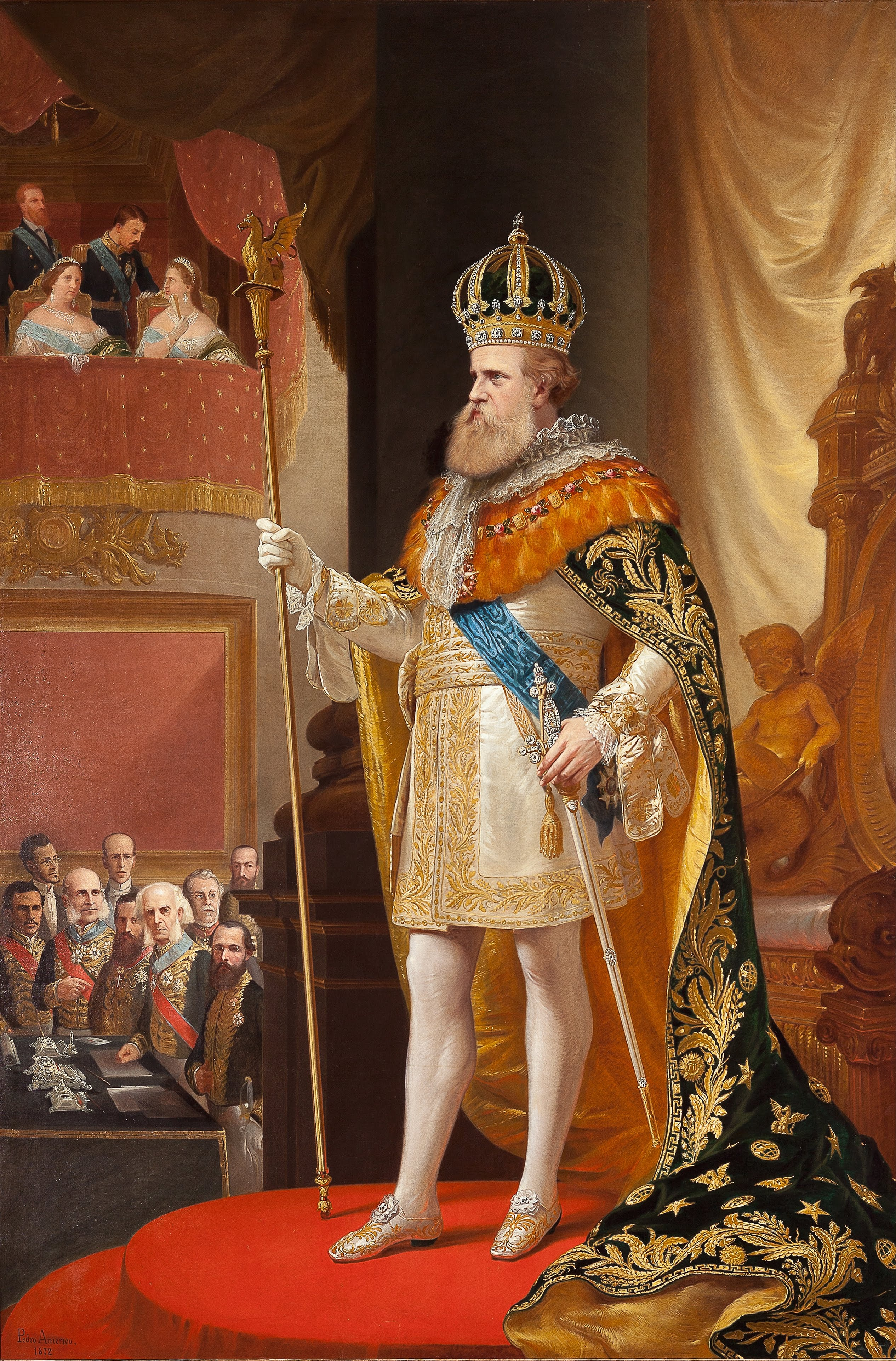
Pierre II, âgé de quarante-six ans, prononce son discours du trône (1872).

La victoire diplomatique sur l'Empire britannique et la victoire militaire sur l'Uruguay en 1865, suivies d'une conclusion heureuse de la guerre avec le Paraguay en 1870 marquent le début de ce qu'on considère comme l'« âge d'or » et l'apogée de l'Empire brésilien. Les années 1870 sont des années heureuses au Brésil et la popularité de l'empereur est à son apogée. Le pays réalise des progrès dans les domaines social et politique et toutes les couches de la société bénéficient des réformes et du partage de la prospérité croissante. La réputation internationale du Brésil, tant pour sa stabilité politique que pour son potentiel d'investissement, est grandement améliorée. L'Empire est considéré comme une nation moderne et son progressisme est inégalé en Amérique latine. L'économie connaît une croissance rapide et l'immigration est en expansion. On commence la construction de nouvelles lignes de chemin de fer, de nouveaux moyens de transport et d'autres modernisations comme le téléphone ou le timbre-poste. « Avec l'esclavage destiné à disparaître et d'autres réformes projetées, les perspectives de « progrès moral et matériel » semblent immenses ».
En 1870, peu de Brésiliens s'opposent à l'esclavage et moins nombreux encore sont ceux qui osent prendre ouvertement position contre lui. Pierre II est l'un des rares à le faire, et il considère l'esclavage comme « une honte nationale ». L'empereur ne possède d'ailleurs pas d'esclave. En 1823, les esclaves formaient 29 % de la population brésilienne, mais ce chiffre tombe à 15,2 % en 1872. Cependant, l'abolition de l'esclavage est un sujet délicat au Brésil. Presque tout le monde, du plus riche au plus pauvre, a ses esclaves,. L'empereur veut pourtant mettre fin à l'esclavage progressivement, afin d'atténuer l'impact de l'abolition sur l'économie nationale. Il feint ainsi d'ignorer les dommages croissants que causent à son image et à celle de la monarchie son soutien à l'abolition.
L'empereur n'a pas le pouvoir constitutionnel d'intervenir directement pour mettre fin à cette pratique. Il doit utiliser toutes ses compétences pour convaincre, influencer et obtenir le soutien des politiciens pour atteindre son but. Son premier geste public contre l'esclavage a lieu en 1850, lorsqu'il menace d'abdiquer si le Parlement ne déclare pas la traite atlantique illégale.
Une fois l'arrivée de nouveaux esclaves étrangers interdite, Pierre II s'attaque, au début des années 1860, à l'asservissement des enfants nés de parents esclaves,. La loi est rédigée à son initiative mais le conflit avec le Paraguay en retarde la discussion devant l'Assemblée,. Pierre II demande publiquement l'éradication progressive de l'esclavage dans son discours du Trône de 1867 mais il est alors fortement critiqué et sa décision est considérée comme « un suicide national »,,. On le lui reproche et fait savoir « que l'abolition est son désir personnel et non celui de la nation ». Finalement, le projet de loi est adopté et la loi dite « du ventre libre » est promulguée le 28 septembre 1871. Grâce à elle, tous les enfants nés de femmes esclaves après cette date naissent libres,,.

### En Europe et Afrique du Nord

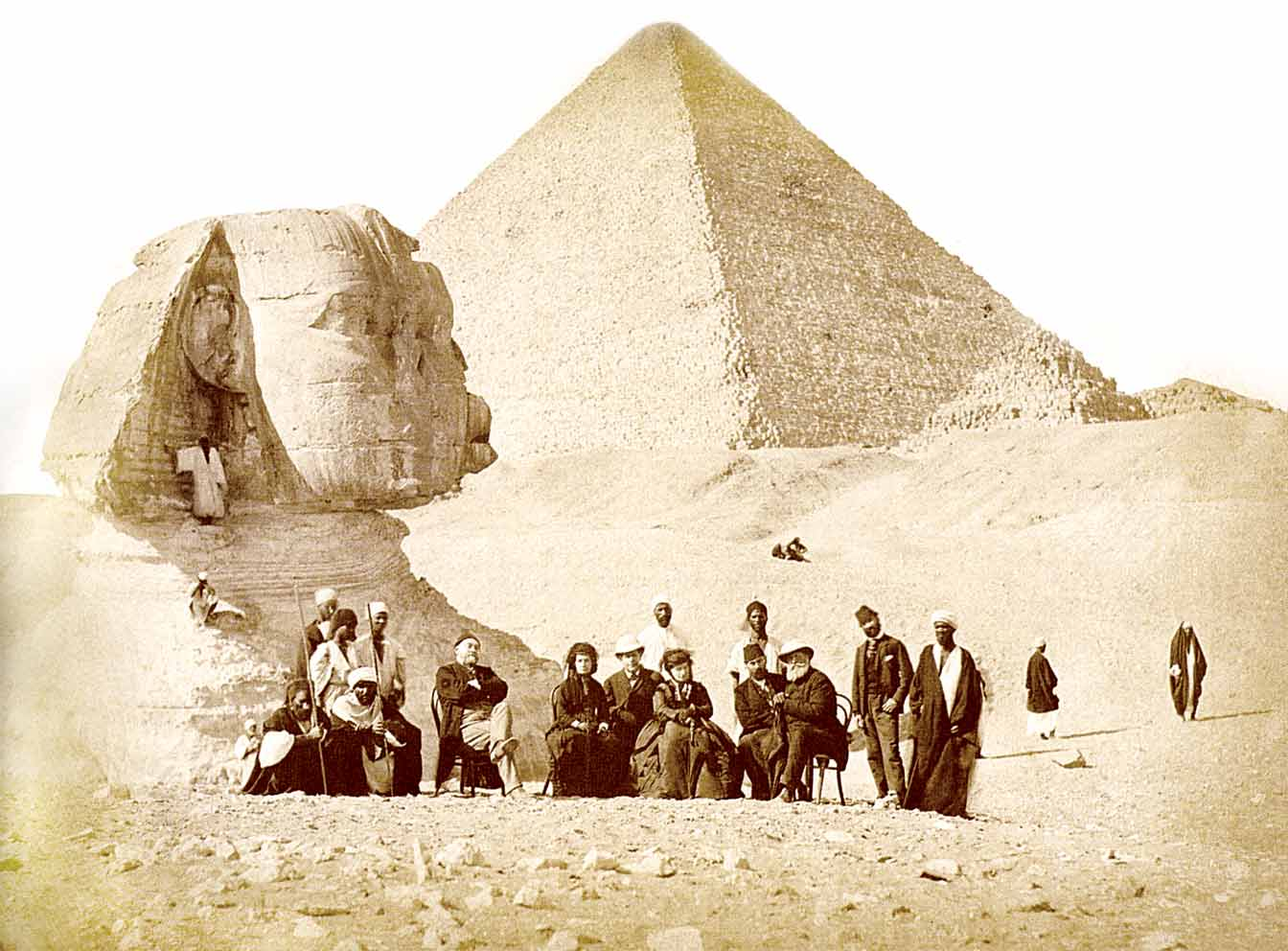
Auguste Mariette (assis, à gauche) et Pierre II (assis, à droite) visitent la nécropole de Gizeh à la fin de 1871.

Le 25 mai 1871, Pierre II et son épouse partent en voyage en Europe,. Il y a longtemps que l'empereur souhaite voyager à l'étranger. Quand on lui apprend que sa fille cadette, Léopoldine, est morte à 23 ans, à Vienne, de la fièvre typhoïde, le 7 février, il a enfin une raison majeure de s'aventurer hors de l'Empire,,. En arrivant à Lisbonne, il se rend immédiatement au palais Janelas Verdes, où il retrouve sa belle-mère, Amélie de Leuchtenberg. Ils ne se sont pas vus depuis quarante ans et leur rencontre est chargée d'émotion. Pierre II écrit dans son journal : « J'ai pleuré de bonheur et aussi de tristesse en voyant ma mère si tendre envers moi, mais si vieille et si malade,, ».
L'empereur visite l'Espagne, la Grande-Bretagne, la Belgique, l'Allemagne, l'Autriche-Hongrie, l'Italie, l'Égypte, la Grèce, la Suisse et la France. À Cobourg, il se rend sur la tombe de sa fille,. Ce voyage est pour lui « un moment de libération et de liberté ». Il voyage sous le nom d'emprunt de Dom Pedro de Alcântara, insistant pour être traité de manière informelle et se contentant de descendre dans les hôtels,. Il passe ses journées à rencontrer des scientifiques et d'autres intellectuels avec qui il partage des centres d'intérêts et à discuter avec eux,. Son séjour européen est un succès ; son attitude et sa curiosité lui attirent le respect dans les pays qu'il visite. Le prestige du Brésil et de l'empereur sont renforcés lors de sa tournée quand arrive du Brésil la nouvelle que la loi du ventre libre a été ratifiée. Le couple impérial retourne triomphalement au Brésil le 31 mars 1872.

### La querelle avec les évêques

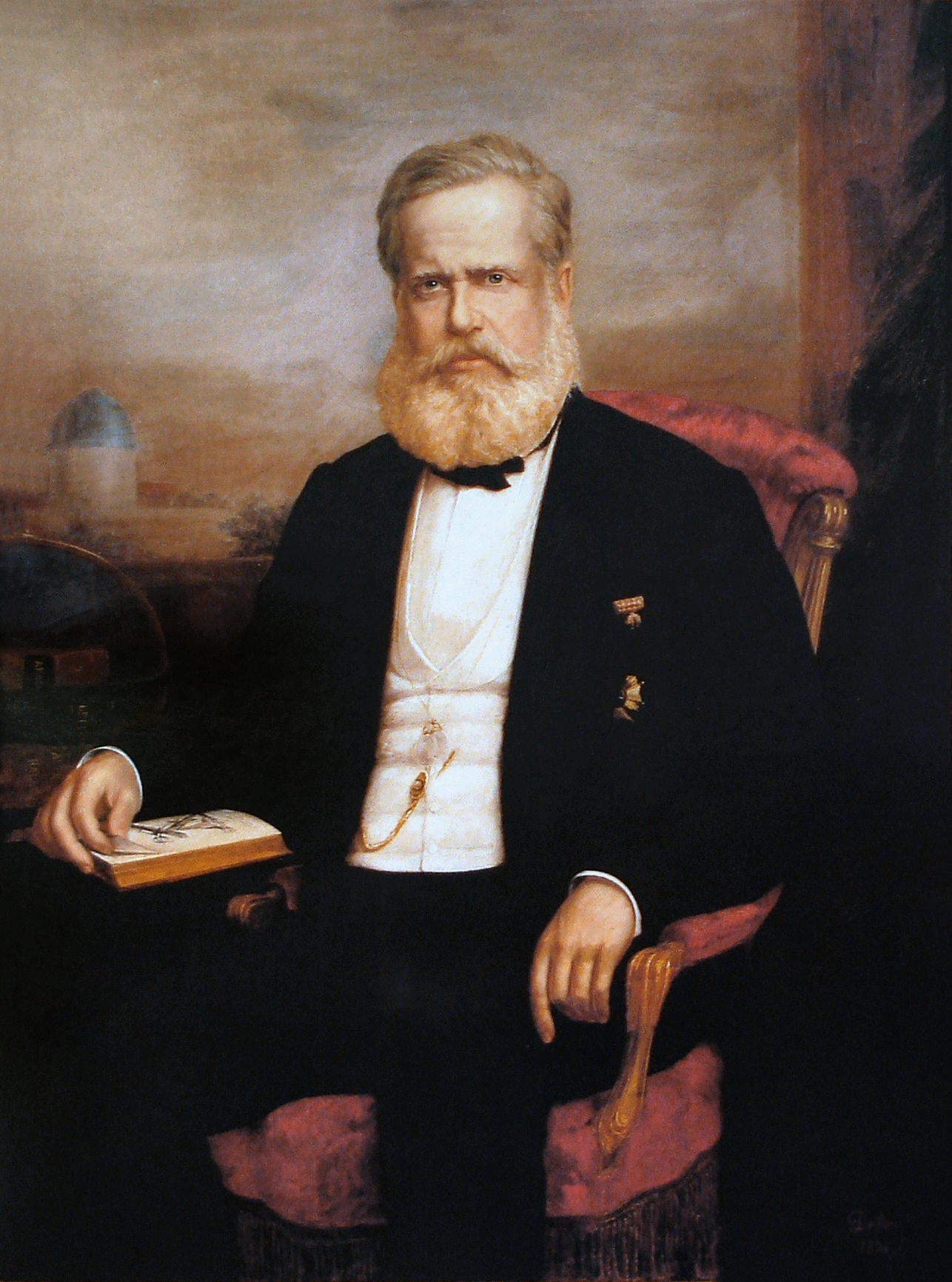
Pierre II à 49 ans, en 1875.

Peu après son retour au Brésil, Pierre II est confronté à une crise inattendue. Le clergé est depuis longtemps en sous-effectif, indiscipliné et peu instruit,, ce qui conduit à une perte de respect pour l'Église catholique. Le gouvernement impérial a lancé un programme de réformes pour remédier à ces lacunes. Comme le catholicisme est religion d'État, l'empereur exerce un contrôle sur les affaires de l’Église, le paiement des salaires des membres du clergé, la nomination des curés et des évêques, la ratification des bulles pontificales et la supervision de séminaires,. Poursuivant sa réforme, le gouvernement nomme des évêques qui satisfont à ses critères pour l'éducation, le soutien des réformes et le retour aux valeurs morales,. Cependant, comme les hommes plus aptes commencent à remplir les rangs de la hiérarchie de l'Église, le ressentiment contre le contrôle gouvernemental augmente,.
Les évêques d'Olinda et de Pará sont deux évêques de la nouvelle génération de ce clergé instruit, de zélés religieux brésiliens. Ils sont influencés par l'ultramontanisme qui se propage dans le catholicisme à cette époque. En 1872, ils ordonnent que des francs-maçons soient expulsés des confréries de frères lais, conformément aux règles établies par la papauté ,,. Bien que la franc-maçonnerie européenne ait souvent tendance à prôner l'athéisme et l'anticléricalisme, les choses sont très différentes au Brésil où les ordres maçonniques sont légion, même si l'empereur lui-même n'en fait pas partie. Le gouvernement tente à deux reprises de persuader les évêques d'annuler leur décision, mais ils refusent. Ils sont alors traduits devant la Cour supérieure de justice et condamnés. En 1874, les évêques sont condamnés à quatre ans de travaux forcés, que l'empereur transforme seulement en une peine d'emprisonnement,,. Pierre II joue un rôle décisif en soutenant sans équivoque les décisions du gouvernement,,.
Pierre II est un fervent partisan du catholicisme, qu'il considère comme assurant la promotion d'importantes valeurs de civilisation et de civisme. Bien que très orthodoxe en matière de doctrine, il se sent libre de penser et d'agir. L'empereur accepte les nouvelles idées, comme la théorie de Charles Darwin sur l'évolution, dont il fait remarquer que « les lois qu'il [Darwin] a découvertes glorifient le Créateur ». Il est modéré dans ses croyances religieuses, mais il ne peut pas accepter un manque de respect à la loi civile et à l'autorité du gouvernement,. Comme il le dit à son beau-fils : « [Le gouvernement] doit veiller à ce que la constitution soit respectée dans ces procédures, il n'y a pas de volonté de protéger la maçonnerie… mais le but est de défendre les droits du pouvoir civil ». La crise est résolue en septembre 1875 lorsque l'empereur décide d'accorder une amnistie complète aux évêques et d'annuler leurs ordres d'expulsion,. La principale conséquence de la crise est que le clergé ne voit plus aucun avantage à soutenir Pierre II. Mais s'il a abandonné l'empereur, il attend ardemment l'arrivée au pouvoir de sa fille aînée et héritière, Isabelle, en raison de ses idées jugées ultramontaines.

### Voyage aux États-Unis, en Europe et au Moyen-Orient

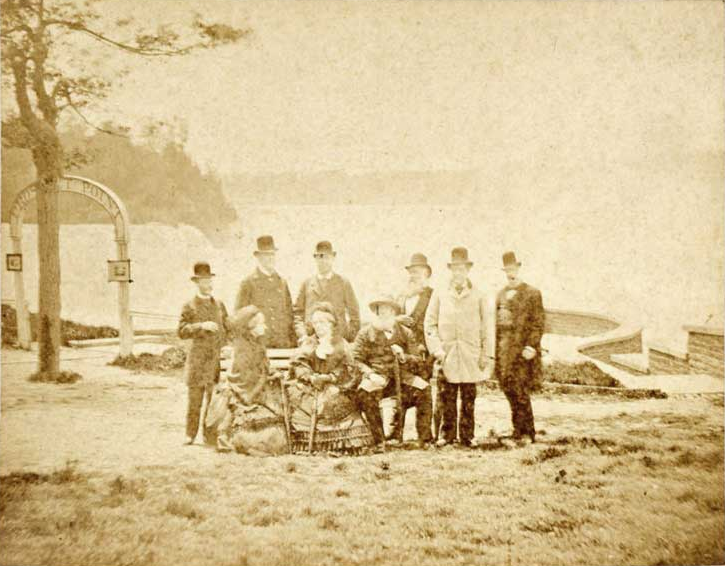
Pierre II (assis, à droite) aux chutes du Niagara, en 1876.

L'empereur part ensuite une nouvelle fois en voyage à l'étranger, cette fois à destination des États-Unis. Il est accompagné de Rafael, son fidèle serviteur, qui l'a élevé dès l'enfance. Pierre II arrive à New York le 15 avril 1876 et part de là visiter le pays ; il va ainsi jusqu'à San Francisco à l'ouest, La Nouvelle-Orléans au sud, Washington et au nord Toronto, au Canada,,. Le voyage est « un triomphe complet », Pierre II fait une profonde impression sur le peuple américain par sa simplicité et sa bonté,,. Lors de sa visite à l'exposition universelle de Philadelphie en juin 1876, il contribue grandement à faire connaître l'invention d'un alors obscur professeur pour enfants sourd-muets, Alexander Graham Bell. Alors qu'il fait chaud et que les membres du jury sont fatigués, il insiste pour tester la machine de Bell. En entendant la voix de Bell, il s'exclame "Mon Dieu ! Cette machine parle !".
Il traverse ensuite l'Atlantique et visite le Danemark, la Suède, la Finlande, la Russie, l'Empire ottoman, la Grèce, la Terre sainte, l'Égypte, l'Italie, l'Autriche-Hongrie, l'Allemagne, la France, la Grande-Bretagne, les Pays-Bas, la Suisse et le Portugal,. Il retourne au Brésil le 22 septembre 1877.
Ses voyages à l'étranger ont un impact psychologique profond sur l'empereur. Il se libère en effet largement des restrictions imposées par sa fonction. Sous le pseudonyme de Pedro de Alcântara, il peut se déplacer comme une personne ordinaire, allant même jusqu'à partir en voyage en train seul avec sa femme. C'est uniquement lors de ses tournées à l'étranger que l'empereur peut quitter l'existence formelle et les exigences de la vie qu'il mène au Brésil. Victor Hugo note avec quelle bonhommie l’empereur, venu lui rendre visite le 22 et dîner le 29 mai 1877, se comporta avec lui-même et ses petits-enfants. Il rapporte que son invité appelle les rois et les empereurs régnants « ses collègues » et s’exclame modestement : « Je n’ai pas de droits, je n’ai qu’un pouvoir dû au hasard. Je dois l’employer pour le bien. Progrès et liberté ! » Il lui devient alors plus difficile de reprendre son rôle de chef de l'État après son retour. Aussitôt après la mort de ses fils, sa foi en l'avenir de la monarchie s'est évaporée. Ses voyages à l'étranger lui font maintenant avoir un profond ressentiment envers le destin qui a placé une telle charge sur ses épaules alors qu'il était seulement un enfant de cinq ans. S'il a déjà compris qu'il n'a aucun intérêt à chercher à conserver le trône pour la prochaine génération, il n'a plus envie de s'y maintenir pour le restant de sa propre vie.

## Déclin et chute

### La décadence

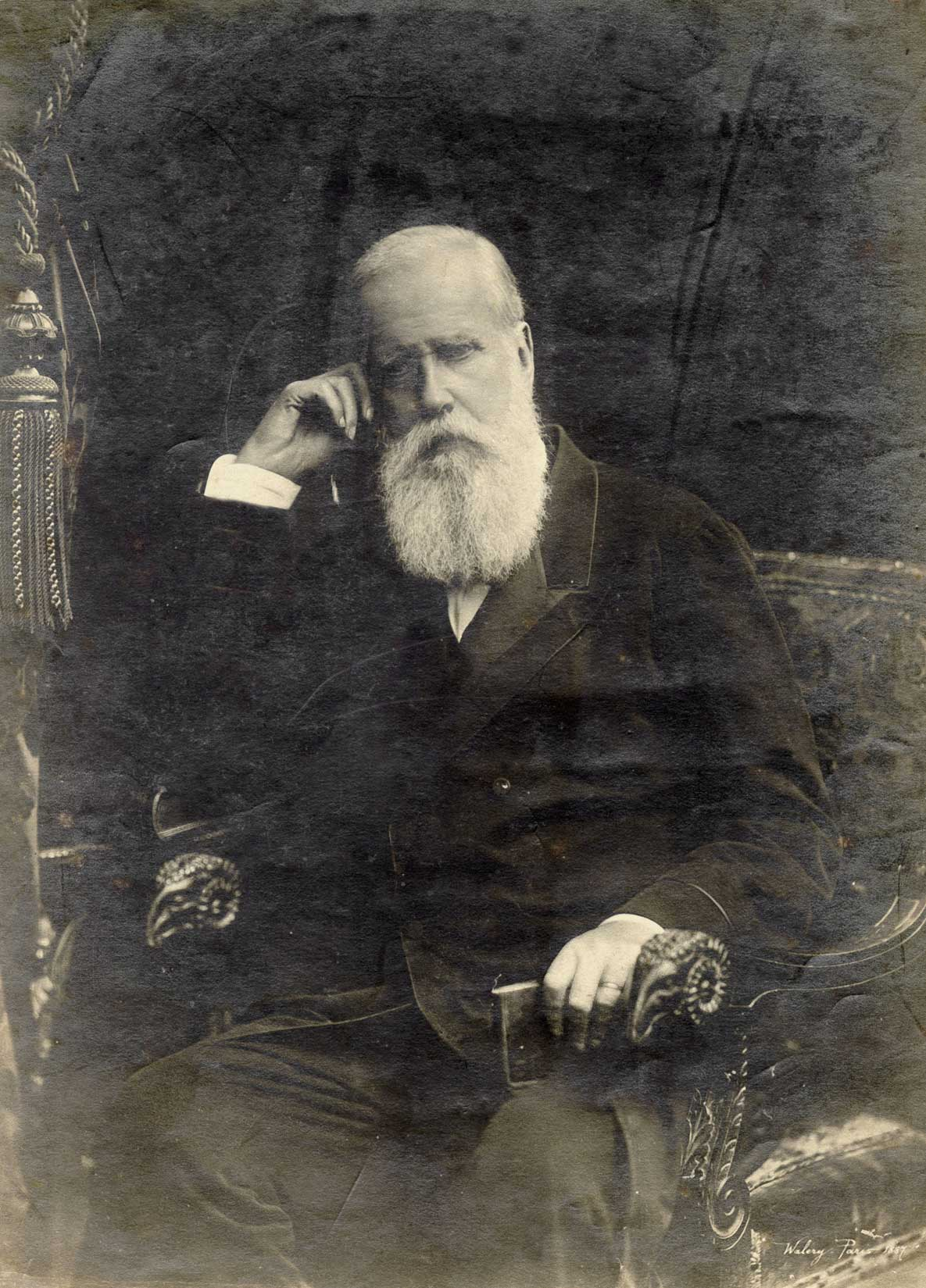
Pierre II à 61 ans, en 1887 : un empereur résigné à l'abdication.

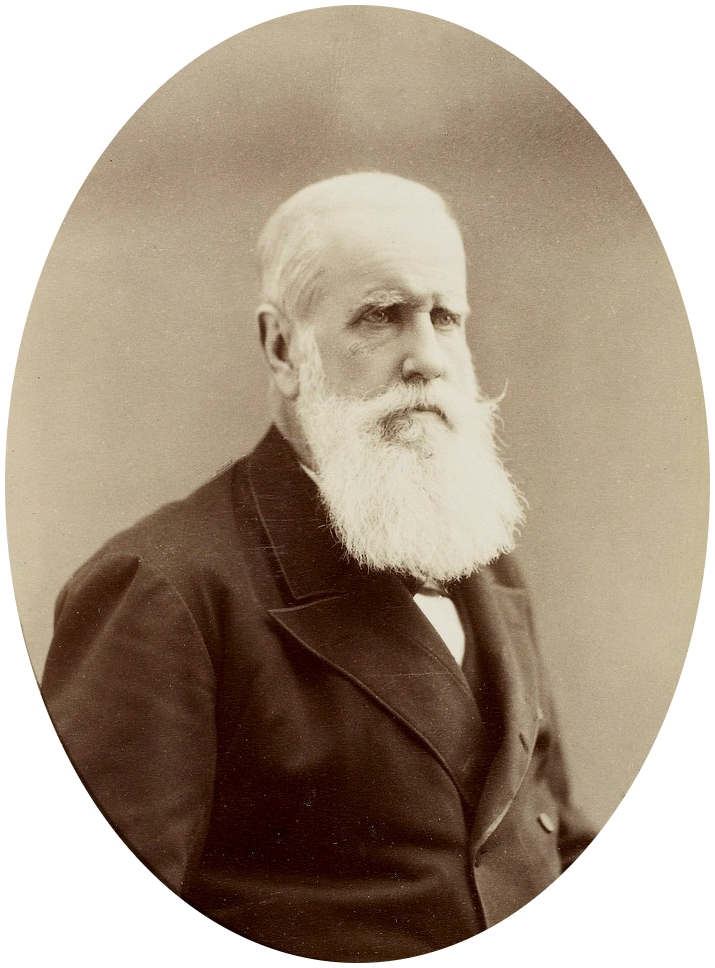
L'empereur Pierre II photographié à Paris par Alphonse Liébert en 1887.

Pendant les années 1880, le Brésil continue de prospérer et la composition sociale de sa population se diversifie sensiblement, tandis que le combat pour les droits des femmes commence à s'y développer. Les lettres écrites par Pierre II nous montrent un homme cultivé mais de plus en plus las du monde et pessimiste sur son avenir,. L'empereur reste respectueux de ses fonctions et méticuleux dans l'exécution des tâches qui lui sont demandées, même s'il les assure souvent sans enthousiasme. En raison de son indifférence croissante à l'égard du sort du régime et de son manque de réaction face aux contestations du système impérial, certains historiens lui attribuent la « principale, peut-être l'unique, responsabilité » de la chute de la monarchie.
Connaissant les dangers et les obstacles au gouvernement, les personnalités politiques des années 1830 considéraient l’empereur comme la source fondamentale de l’autorité indispensable à la fois pour le gouvernement et la survie nationale. Cependant, cette génération d’hommes politiques disparaît ou se retire progressivement du gouvernement jusqu’à ce que, dans les années 1880, elle soit presque entièrement remplacée par un nouveau groupe de politiciens qui n’a aucune expérience de la Régence et des premières années du règne de Pierre II, quand des dangers externes et internes menaçaient l'existence même de la nation. Ils n'ont connu qu'une administration stable et la prospérité. À l'opposé de ceux de la période précédente, les nouveaux hommes politiques ne voient donc aucune raison de défendre le rôle impérial comme une force unificatrice bénéfique pour la nation. Le rôle de Pierre II dans la réalisation de l'unité nationale, de la stabilité et du bon gouvernement est maintenant complètement oublié et négligé par les élites dirigeantes. Par son humilité, l'empereur a donné l'impression que son rôle était inutile.

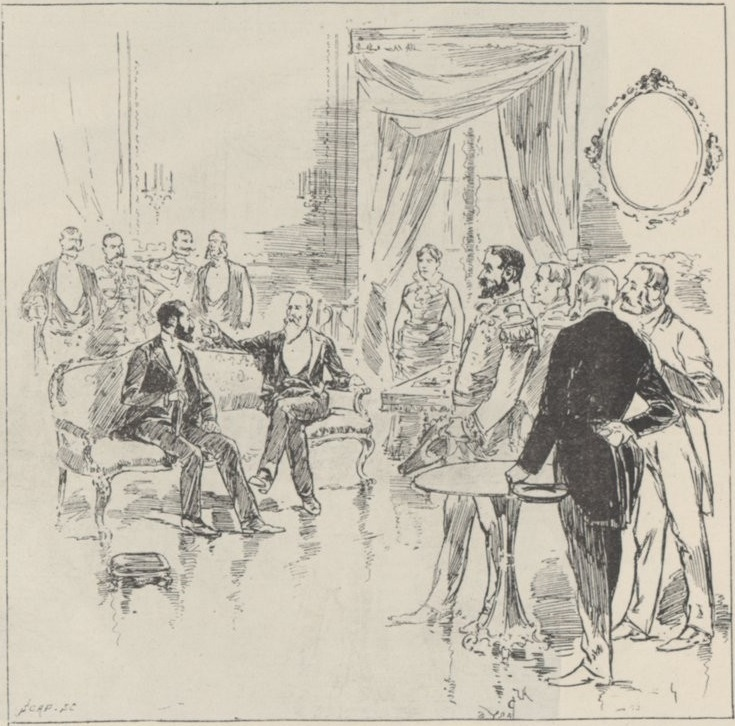
Visite du Président Carnot a l'Empereur du Brésil (Le Monde Illustré, nº 1.635, 28/07/1888).

L'absence d'héritier mâle permettant d'envisager une nouvelle direction de la nation diminue également les perspectives à long terme de la monarchie brésilienne. L'empereur aime sa fille Isabelle, mais il estime qu'une femme au pouvoir est impossible au Brésil. Il considère la mort de ses deux fils comme un signe que l'Empire est destiné à être supplanté. La résistance à accepter une femme à la tête de l'État est également partagée par l’establishment politique. Même si la constitution permet une succession féminine au trône, le Brésil est encore très traditionnel et envisage seulement un successeur mâle comme chef d'État.
Le républicanisme est une croyance qui n'a jamais prospéré au sein de l'élite brésilienne, et rencontre peu de soutien dans les provinces,,. Cependant, la combinaison des idées républicaines avec la diffusion du positivisme au sein de l'armée et des officiers de bas ou de moyens grades constitue un grave danger pour la monarchie et conduit à l'indiscipline au sein du corps militaire. Certains soldats rêvent ainsi d'une république dictatoriale qui serait supérieure à la monarchie libérale et démocratique,,.

### L’abolition de l'esclavage et le coup d’État républicain

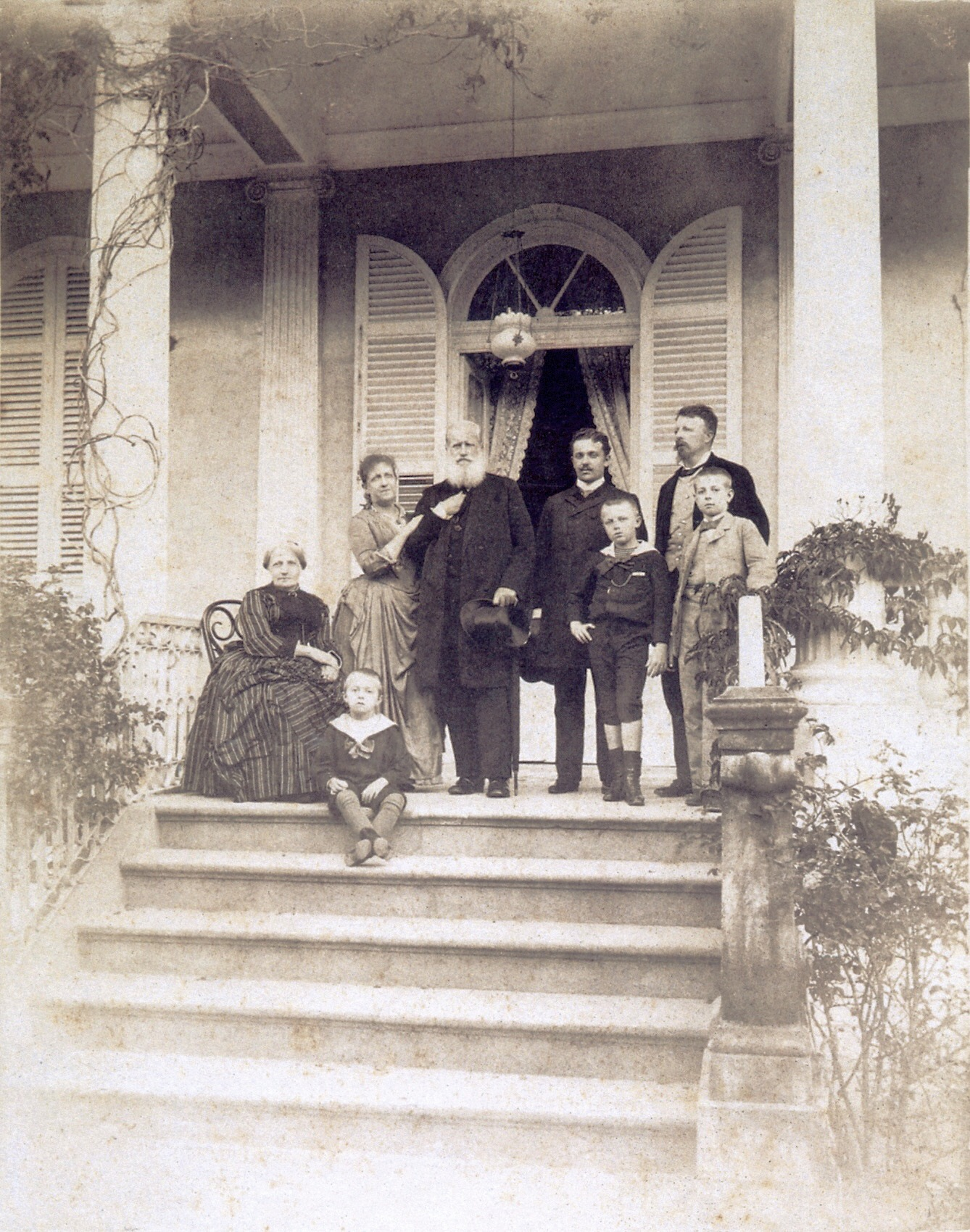
La dernière photographie de la famille impériale au Brésil, en 1889.

À la fin des années 1880, la santé de l'empereur s'aggrave considérablement et ses médecins lui conseillent d'aller se faire soigner en Europe. Pierre II quitte donc le Brésil le 30 juin 1887 tandis que sa fille Isabelle assure la régence. Pendant son séjour à Milan, l'empereur reste deux semaines entre la vie et la mort et reçoit les derniers sacrements,,. Alors qu'il est en convalescence, sur son lit d'hôpital, on l'informe, le 22 mai 1888, que l'esclavage est aboli au Brésil. D'une voix faible et les larmes aux yeux, il dit : « Quel grand peuple ! Quel grand peuple ! »,,. Il retourne au Brésil et débarque à Rio de Janeiro le 22 août 1888,. « Le pays tout entier l'accueille avec un enthousiasme jamais vu auparavant. De la capitale, des provinces, de partout, arrivent preuves d'affection et de vénération ». Les signes de dévotion exprimés par les Brésiliens au retour de l'empereur et de l'impératrice montrent à quel point la monarchie semble bénéficier d'un soutien inébranlable et être au sommet de sa popularité,,.

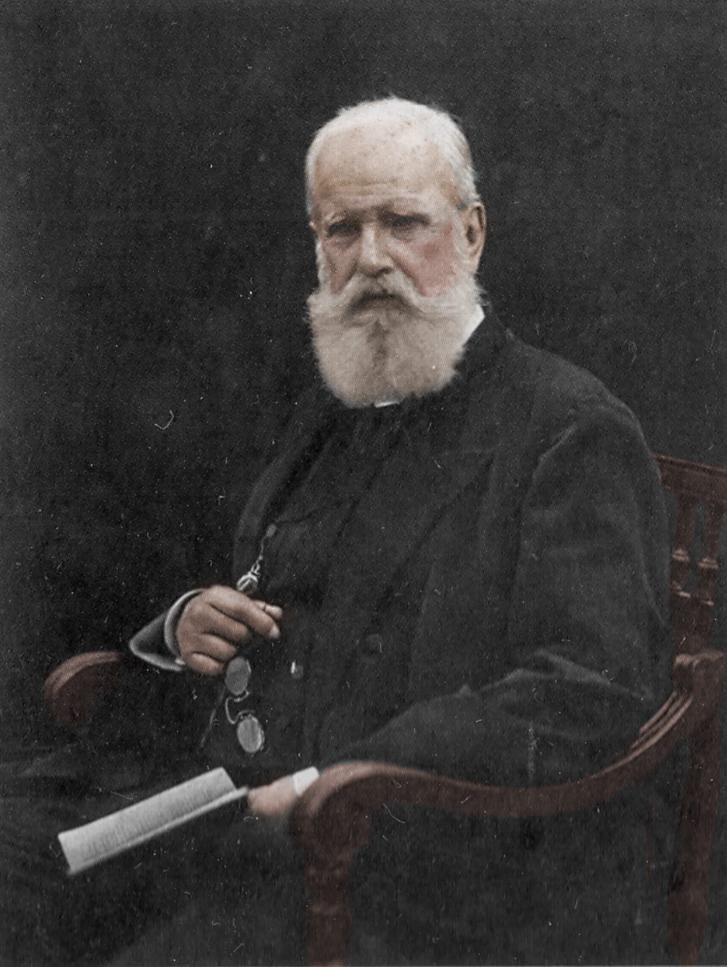
L’empereur Pierre II en 1887.

Le pays bénéficie d'un important prestige international pendant les dernières années de l'Empire et est devenu une puissance émergente sur la scène internationale. Les prédictions d'un bouleversement économique et d'une flambée du chômage provoqués par l'abolition de l'esclavage ne se sont pas matérialisées et la récolte du café de 1888 est un succès. Pourtant, la fin de l'esclavage aboutit à un transfert explicite de soutien au républicanisme par les riches et puissants producteurs de café qui tiennent un grand pouvoir politique, économique et social dans le pays,. Ceux-ci considèrent l'émancipation comme la confiscation d'une partie de leurs biens personnels. Pour tenter d'amortir cette réaction républicaine, le gouvernement utilise les réserves disponibles du pays dues à sa prospérité. Il met à la disposition des gros planteurs des prêts massifs à des taux d'intérêt réduits et accorde généreusement titres et honneurs pour récupérer les faveurs de personnalités politiques influentes devenues mécontentes. Le gouvernement commence aussi à s'attaquer indirectement au problème de l'armée récalcitrante par la revitalisation d'une Garde nationale moribonde qui n'existe surtout que sur le papier.
Les mesures prises par le gouvernement inquiètent les républicains et les militaires positivistes. Mais, se rendant compte que ces dispositions minent le pouvoir et favorisent leurs propres fins, les républicains poussent le gouvernement à prendre d'autres décisions analogues. La réorganisation de la Garde nationale est lancée par le gouvernement en août 1889 et la création d'une force rivale pousse des officiers dissidents à envisager des mesures désespérées. Pour les républicains et les militaires, c'est « maintenant ou jamais ». Bien que la majorité de la population n'ait aucun désir de changer de forme du gouvernement, les républicains commencent à faire pression sur les militaires positivistes pour renverser la monarchie.
Ces derniers réalisent un coup d'État et instituent la république le 15 novembre 1889,,,. Dans un premier temps, les quelques personnes qui voient ce qui se passe ne se rendent pas compte qu'il s'agit d'une rébellion,. L'historienne Lídia Besouchet note que : « rarement une révolution n'a été aussi réduite ». Pendant toute l'épreuve, Pierre II ne montre aucune émotion, se souciant apparemment peu de l'issue des événements. Il rejette toutes les propositions que lui font les politiciens et les chefs militaires pour réprimer la rébellion,,. Quand l'empereur entend la nouvelle de sa déposition, il la commente simplement de ces mots : « S'il en est ainsi, je prendrai ma retraite, j'ai assez travaillé et je suis fatigué ; je vais aller me reposer ». Pierre II part donc en exil avec sa famille le 17 novembre.

## L’exil et l’héritage

### Les dernières années

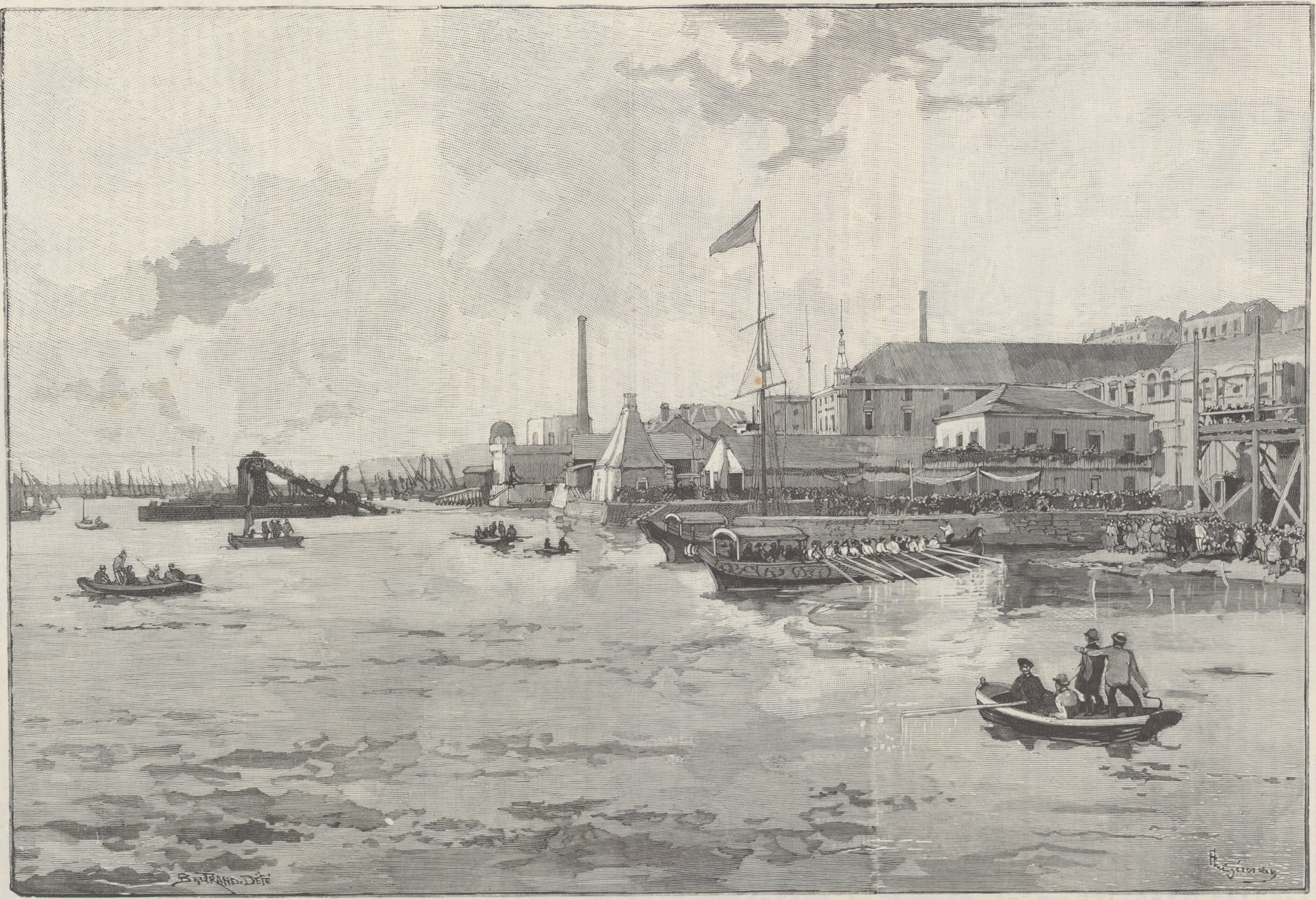
Débarquement de Dom Pedro, à Lisbonne : le canot impérial abordant à l'Arsenal de la Marine.

Les importantes réactions pro-monarchistes sont réprimées après la chute de l’Empire. Des émeutes éclatent pour protester contre le coup d’État ainsi que des batailles rangées entre des troupes monarchistes de l’armée et les milices républicaines. « Le nouveau régime supprime avec une prompte brutalité et un mépris total des libertés civiles toutes les tentatives de créer un parti monarchiste ou de publier des journaux monarchistes ». L’impératrice Thérèse-Christine meurt quelques jours après l’arrivée de la famille impériale en Europe, et la princesse Isabelle et sa famille déménagent en Normandie pendant que l’empereur reste à Paris,. Ses dernières années sont solitaires et mélancoliques ; il vit dans des hôtels modestes, sans argent, écrit dans son journal son souhait d’être autorisé à rentrer au Brésil,,.

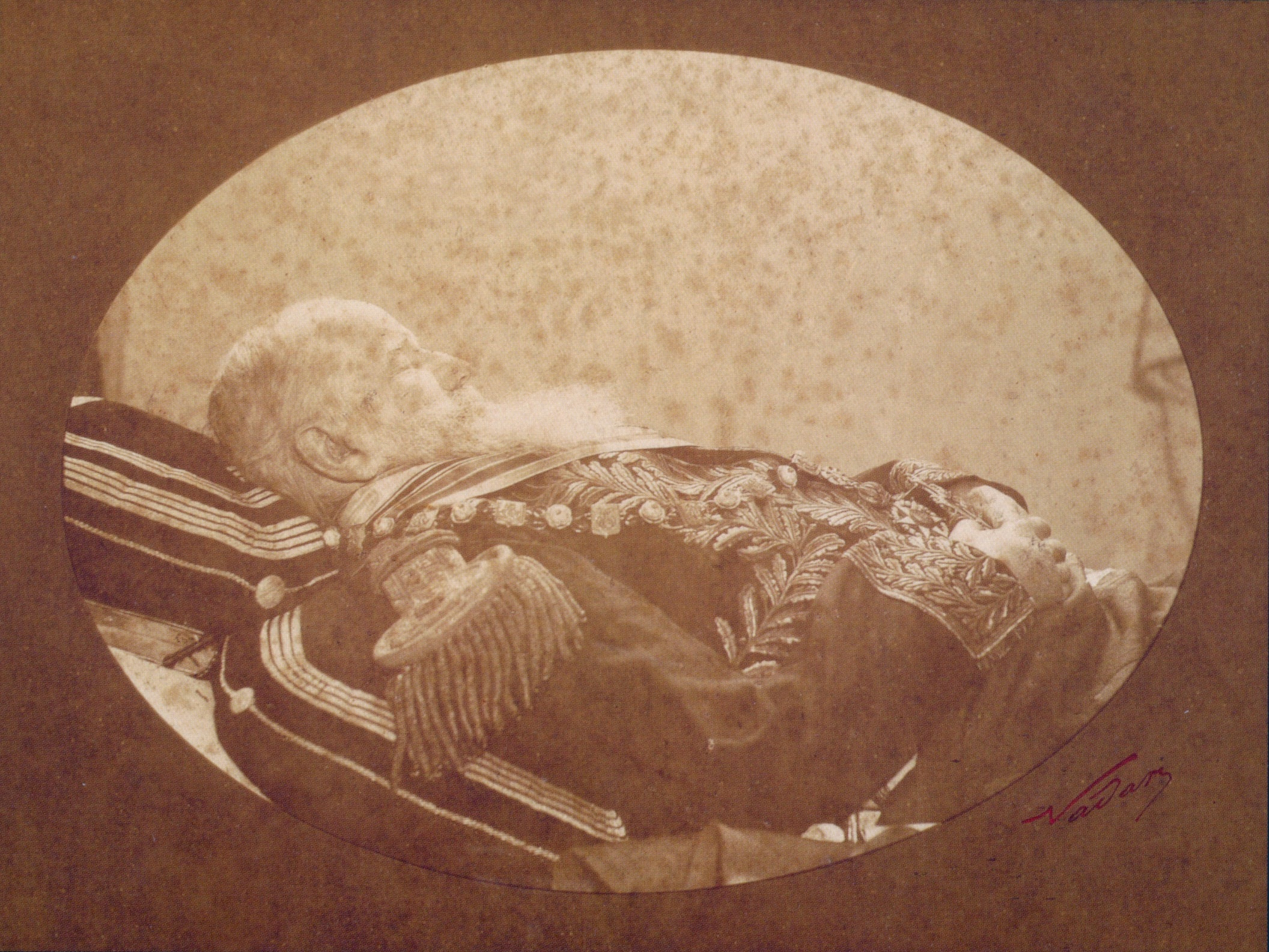
Pierre II, dans son uniforme de maréchal de l’armée brésilienne sur son lit de mort le 6 décembre 1891.

Un jour, Pierre II fait un long trajet en voiture découverte le long de la Seine alors qu’il fait très froid. Le soir, il se sent mal après son retour à l’hôtel,. La maladie se transforme en pneumonie dans les jours suivants,.
Pierre II décline rapidement et meurt à 0 h 35 le 5 décembre 1891, à l'hôtel Bedford au 17, rue de l'Arcade (8e arrondissement de Paris) entouré de sa famille. Ses derniers mots sont : « Deus que me conceda esses últimos desejos – paz e prosperidade para o Brasil… » (« Que Dieu m'accorde ces derniers souhaits : paix et prospérité pour le Brésil… »). Tandis qu'on prépare son corps, on trouve un emballage scellé dans la pièce, avec un message écrit par l'empereur lui-même : « C'est le sol de mon pays, je souhaite qu'il soit placé dans mon cercueil au cas où je mourrais loin de ma patrie »,,. Le paquet, qui contenait de la terre de toutes les provinces du Brésil, est bien placé à l'intérieur du cercueil,.

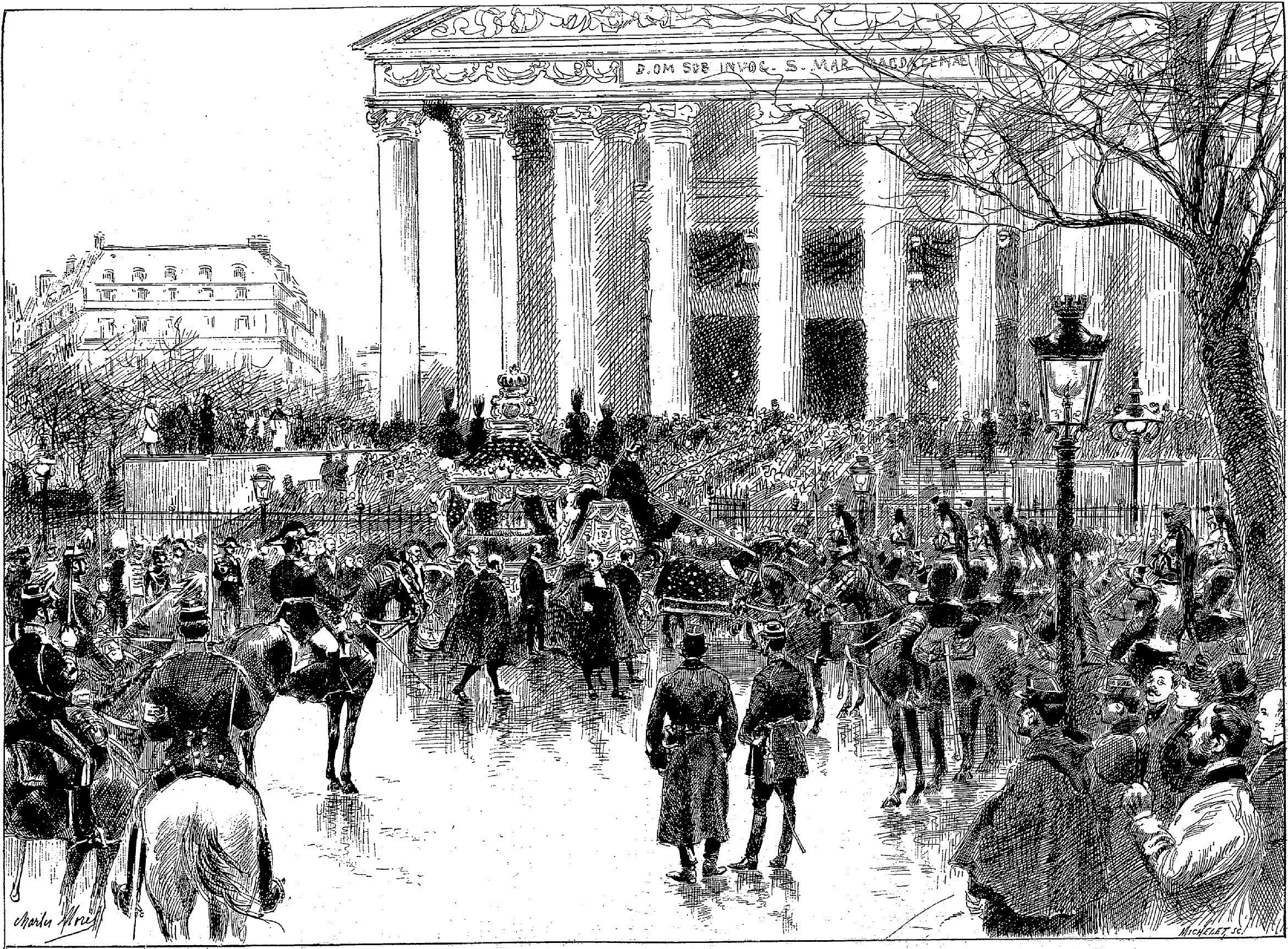
Funérailles de Pierre II, empereur de Brésil (dessin d'après nature, de M. Charles Morel).

La princesse Isabelle souhaite organiser un enterrement discret et privé mais elle accepte finalement la demande du gouvernement français de lui offrir des obsèques nationales,,. Le 9 décembre, des milliers de personnes assistent à la cérémonie à l'église de la Madeleine. En dehors de la famille, y assistent notamment : François II, ancien roi des Deux-Siciles, Isabelle II, ancienne reine d'Espagne, le comte de Paris et d'autres membres des familles royales européennes,. Sont également présents, le général Joseph Brugère, représentant le président de la République Sadi Carnot, les présidents du Sénat et de la Chambre des députés ainsi que des diplomates. D'autres représentants du gouvernement français et presque tous les membres de l'Institut de France sont là,. D'autres gouvernements d'Amérique et d'Europe ont également envoyé des représentants, de même que des pays lointains comme l'Empire ottoman, la Chine, le Japon et la Perse. Après la cérémonie, le cercueil est porté en procession jusqu'à la gare, d'où il est transporté au Portugal. Environ 300 000 personnes se rendent le long du parcours malgré la pluie incessante et le froid. Le voyage se poursuit jusqu'à l'église de São Vicente de Fora, près de Lisbonne, où l'empereur est inhumé le 12 décembre dans le Panthéon des Bragance,.
Le gouvernement républicain brésilien, « de peur d'une réaction à la mort de l'empereur », interdit toute manifestation officielle. Néanmoins, le peuple brésilien est loin d'être indifférent à la mort de Pierre II et « les répercussions au Brésil sont également immenses. Malgré les efforts du gouvernement pour les réprimer, il y a des manifestations de tristesse dans tout le pays : cessation d'activité, fermeture de volets, drapeaux en berne, brassards noirs, glas, cérémonies religieuses. »,. Des messes sont célébrées à sa mémoire, et la monarchie reçoit des éloges dans les sermons qui suivent.

### Héritage

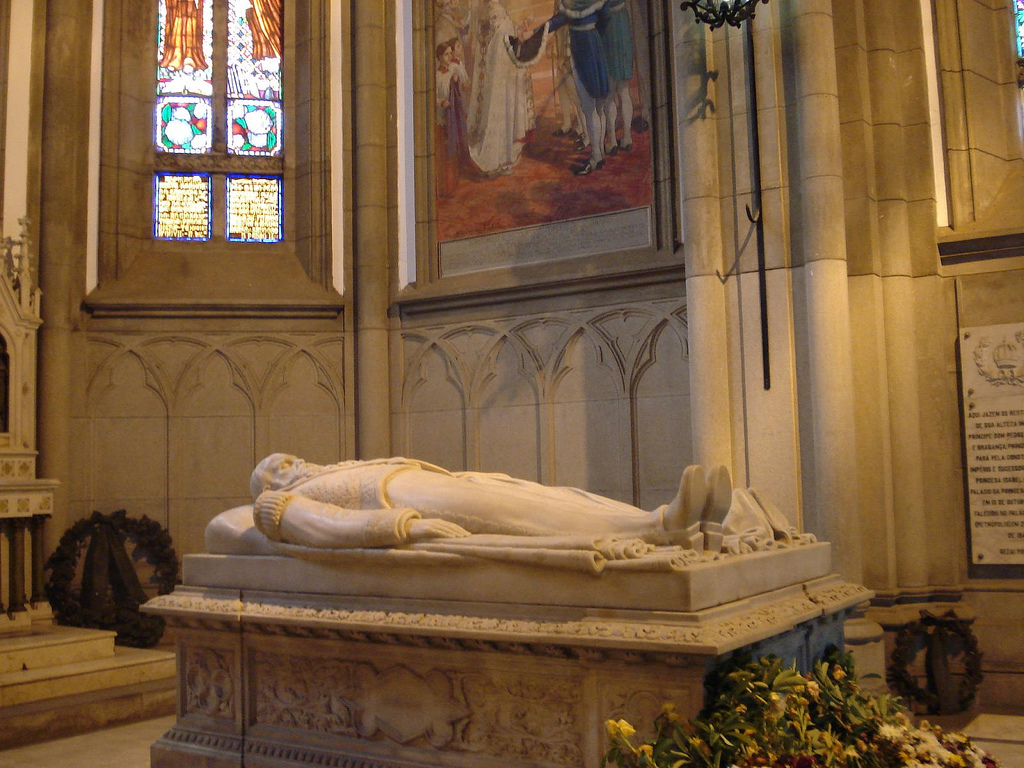
La tombe de Pierre II et de son épouse dans la cathédrale de Petrópolis dans l'État de Rio.

Après sa chute, les Brésiliens restent attachés à cet empereur populaire qu'ils considèrent comme un héros et continuent à le percevoir comme un symbole national, le Père du peuple personnifié. Cette opinion est encore plus forte chez les personnes d'ascendance africaine, qui ont assimilé la monarchie à la liberté. Le phénomène continu de soutien au monarque déchu est largement attribué à une croyance encore actuelle qu'il était un « dirigeant sage, bienveillant, austère et honnête ». Cette image positive du souverain et la nostalgie que laisse son règne, n'a fait que grandir dans une nation qui tombe rapidement dans une série de crises économiques et politiques que les Brésiliens attribuent au renversement de l'empereur. Il n'a jamais cessé d'être un héros populaire et devient progressivement un héros officiel.
Des sentiments inattendus de culpabilité se manifestent chez certains républicains et ils deviennent de plus en plus importants après la mort de l'empereur en exil, à la fin de 1891. Ceux-ci couvrent alors de louanges le souverain mort qu'ils considèrent comme un modèle d'idéal républicain et l'époque impériale, qui selon eux, devrait être considérée comme un exemple à suivre par la jeune république. Au Brésil, les nouvelles de la mort de l'empereur suscitent un « véritable sentiment de regret chez ceux qui, sans sympathie pour une restauration, reconnaissent à la fois les mérites et les réalisations de leur souverain défunt »,,,.
Les restes de Pierre II, ainsi que ceux de sa femme, retournent finalement au Brésil en 1921 et le gouvernement accorde au corps de l'empereur les honneurs dus à un chef d'État. Le jour du retour de sa dépouille est déclaré férié et il est fêté comme le retour d'un héros national dans tout le pays. Des milliers de personnes assistent à la cérémonie principale à Rio de Janeiro. Pedro Calmon décrit ainsi la scène : « Les personnes âgées pleuraient ; beaucoup s'agenouillaient ; tout le monde applaudissait. Il n'y avait pas de distinction entre républicains et monarchistes. Ils étaient tous brésiliens ». Cet hommage marque la réconciliation des Brésiliens républicains avec le passé monarchique.
Les historiens tiennent en haute estime Pierre II et son règne. La littérature scientifique qui traite de lui est vaste et, à l'exception de la période immédiatement après son éviction, extrêmement positive, même élogieuse. Il est généralement considéré par les historiens brésiliens comme le plus grand homme du Brésil,,. De manière assez similaire aux méthodes utilisées par les républicains, les historiens considèrent l'empereur comme un exemple à suivre, bien qu'aucun n'aille jusqu'à préconiser un retour de la monarchie. Richard Graham note : « La plupart des historiens du XXe siècle regardent la période du règne de Pierre II avec nostalgie, leurs descriptions de l'Empire leur permettant de critiquer, parfois subtilement, parfois non, les régimes républicains ou dictatoriaux qui ont suivi ».

## Famille

### Généalogie ascendante
Les ascendants de Pierre II sont :
|  |                                                          |  |  |  |  |  |  |  |  |  |  |  |  |  |  |  |  |  |  |
|  | 32. Pierre II de Portugal                                |  |  |  |  |  |  |  |  |  |  |  |  |  |  |  |  |  |  |
|  |                                                          |  |  |  |  |  |  |  |  |  |  |  |  |  |  |  |  |  |  |
|  |                                                          |  |  |  |  |  |  |  |  |  |  |  |  |  |  |  |  |  |  |
|  | 16. Jean V de Portugal (= 36)                            |  |  |  |  |  |  |  |  |  |  |  |  |  |  |  |  |  |  |
|  |                                                          |  |  |  |  |  |  |  |  |  |  |  |  |  |  |  |  |  |  |
|  |                                                          |  |  |  |  |  |  |  |  |  |  |  |  |  |  |  |  |  |  |
|  | 33. Marie-Sophie de Neubourg                             |  |  |  |  |  |  |  |  |  |  |  |  |  |  |  |  |  |  |
|  |                                                          |  |  |  |  |  |  |  |  |  |  |  |  |  |  |  |  |  |  |
|  |                                                          |  |  |  |  |  |  |  |  |  |  |  |  |  |  |  |  |  |  |
|  | 8. Pierre III de Portugal                                |  |  |  |  |  |  |  |  |  |  |  |  |  |  |  |  |  |  |
|  |                                                          |  |  |  |  |  |  |  |  |  |  |  |  |  |  |  |  |  |  |
|  |                                                          |  |  |  |  |  |  |  |  |  |  |  |  |  |  |  |  |  |  |
|  | 34. Léopold Ier du Saint-Empire                          |  |  |  |  |  |  |  |  |  |  |  |  |  |  |  |  |  |  |
|  |                                                          |  |  |  |  |  |  |  |  |  |  |  |  |  |  |  |  |  |  |
|  |                                                          |  |  |  |  |  |  |  |  |  |  |  |  |  |  |  |  |  |  |
|  | 17. Marie-Anne d'Autriche (= 37)                         |  |  |  |  |  |  |  |  |  |  |  |  |  |  |  |  |  |  |
|  |                                                          |  |  |  |  |  |  |  |  |  |  |  |  |  |  |  |  |  |  |
|  |                                                          |  |  |  |  |  |  |  |  |  |  |  |  |  |  |  |  |  |  |
|  | 35. Éléonore de Neubourg                                 |  |  |  |  |  |  |  |  |  |  |  |  |  |  |  |  |  |  |
|  |                                                          |  |  |  |  |  |  |  |  |  |  |  |  |  |  |  |  |  |  |
|  |                                                          |  |  |  |  |  |  |  |  |  |  |  |  |  |  |  |  |  |  |
|  | 4. Jean VI de Portugal                                   |  |  |  |  |  |  |  |  |  |  |  |  |  |  |  |  |  |  |
|  |                                                          |  |  |  |  |  |  |  |  |  |  |  |  |  |  |  |  |  |  |
|  |                                                          |  |  |  |  |  |  |  |  |  |  |  |  |  |  |  |  |  |  |
|  | 36. Jean V de Portugal (= 16)                            |  |  |  |  |  |  |  |  |  |  |  |  |  |  |  |  |  |  |
|  |                                                          |  |  |  |  |  |  |  |  |  |  |  |  |  |  |  |  |  |  |
|  |                                                          |  |  |  |  |  |  |  |  |  |  |  |  |  |  |  |  |  |  |
|  | 18. Joseph Ier de Portugal                               |  |  |  |  |  |  |  |  |  |  |  |  |  |  |  |  |  |  |
|  |                                                          |  |  |  |  |  |  |  |  |  |  |  |  |  |  |  |  |  |  |
|  |                                                          |  |  |  |  |  |  |  |  |  |  |  |  |  |  |  |  |  |  |
|  | 37. Marie-Anne d'Autriche (= 17)                         |  |  |  |  |  |  |  |  |  |  |  |  |  |  |  |  |  |  |
|  |                                                          |  |  |  |  |  |  |  |  |  |  |  |  |  |  |  |  |  |  |
|  |                                                          |  |  |  |  |  |  |  |  |  |  |  |  |  |  |  |  |  |  |
|  | 9. Marie Ire de Portugal                                 |  |  |  |  |  |  |  |  |  |  |  |  |  |  |  |  |  |  |
|  |                                                          |  |  |  |  |  |  |  |  |  |  |  |  |  |  |  |  |  |  |
|  |                                                          |  |  |  |  |  |  |  |  |  |  |  |  |  |  |  |  |  |  |
|  | 38. Philippe V d'Espagne (= 40,44,52,56)                 |  |  |  |  |  |  |  |  |  |  |  |  |  |  |  |  |  |  |
|  |                                                          |  |  |  |  |  |  |  |  |  |  |  |  |  |  |  |  |  |  |
|  |                                                          |  |  |  |  |  |  |  |  |  |  |  |  |  |  |  |  |  |  |
|  | 19. Marie-Anne-Victoire d'Espagne                        |  |  |  |  |  |  |  |  |  |  |  |  |  |  |  |  |  |  |
|  |                                                          |  |  |  |  |  |  |  |  |  |  |  |  |  |  |  |  |  |  |
|  |                                                          |  |  |  |  |  |  |  |  |  |  |  |  |  |  |  |  |  |  |
|  | 39. Élisabeth Farnèse (= 41,45,53,57)                    |  |  |  |  |  |  |  |  |  |  |  |  |  |  |  |  |  |  |
|  |                                                          |  |  |  |  |  |  |  |  |  |  |  |  |  |  |  |  |  |  |
|  |                                                          |  |  |  |  |  |  |  |  |  |  |  |  |  |  |  |  |  |  |
|  | 2. Pierre Ier du Brésil                                  |  |  |  |  |  |  |  |  |  |  |  |  |  |  |  |  |  |  |
|  |                                                          |  |  |  |  |  |  |  |  |  |  |  |  |  |  |  |  |  |  |
|  |                                                          |  |  |  |  |  |  |  |  |  |  |  |  |  |  |  |  |  |  |
|  | 40. Philippe V d'Espagne (= 38,44,52,56)                 |  |  |  |  |  |  |  |  |  |  |  |  |  |  |  |  |  |  |
|  |                                                          |  |  |  |  |  |  |  |  |  |  |  |  |  |  |  |  |  |  |
|  |                                                          |  |  |  |  |  |  |  |  |  |  |  |  |  |  |  |  |  |  |
|  | 20. Charles III d'Espagne                                |  |  |  |  |  |  |  |  |  |  |  |  |  |  |  |  |  |  |
|  |                                                          |  |  |  |  |  |  |  |  |  |  |  |  |  |  |  |  |  |  |
|  |                                                          |  |  |  |  |  |  |  |  |  |  |  |  |  |  |  |  |  |  |
|  | 41. Élisabeth Farnèse (= 39,45,53,57)                    |  |  |  |  |  |  |  |  |  |  |  |  |  |  |  |  |  |  |
|  |                                                          |  |  |  |  |  |  |  |  |  |  |  |  |  |  |  |  |  |  |
|  |                                                          |  |  |  |  |  |  |  |  |  |  |  |  |  |  |  |  |  |  |
|  | 10. Charles IV d'Espagne                                 |  |  |  |  |  |  |  |  |  |  |  |  |  |  |  |  |  |  |
|  |                                                          |  |  |  |  |  |  |  |  |  |  |  |  |  |  |  |  |  |  |
|  |                                                          |  |  |  |  |  |  |  |  |  |  |  |  |  |  |  |  |  |  |
|  | 42. Auguste III de Pologne (= 54,58)                     |  |  |  |  |  |  |  |  |  |  |  |  |  |  |  |  |  |  |
|  |                                                          |  |  |  |  |  |  |  |  |  |  |  |  |  |  |  |  |  |  |
|  |                                                          |  |  |  |  |  |  |  |  |  |  |  |  |  |  |  |  |  |  |
|  | 21. Marie-Amélie de Saxe                                 |  |  |  |  |  |  |  |  |  |  |  |  |  |  |  |  |  |  |
|  |                                                          |  |  |  |  |  |  |  |  |  |  |  |  |  |  |  |  |  |  |
|  |                                                          |  |  |  |  |  |  |  |  |  |  |  |  |  |  |  |  |  |  |
|  | 43. Marie-Josèphe d'Autriche (= 55,59)                   |  |  |  |  |  |  |  |  |  |  |  |  |  |  |  |  |  |  |
|  |                                                          |  |  |  |  |  |  |  |  |  |  |  |  |  |  |  |  |  |  |
|  |                                                          |  |  |  |  |  |  |  |  |  |  |  |  |  |  |  |  |  |  |
|  | 5. Charlotte d'Espagne                                   |  |  |  |  |  |  |  |  |  |  |  |  |  |  |  |  |  |  |
|  |                                                          |  |  |  |  |  |  |  |  |  |  |  |  |  |  |  |  |  |  |
|  |                                                          |  |  |  |  |  |  |  |  |  |  |  |  |  |  |  |  |  |  |
|  | 44. Philippe V d'Espagne (= 38,40,52,56)                 |  |  |  |  |  |  |  |  |  |  |  |  |  |  |  |  |  |  |
|  |                                                          |  |  |  |  |  |  |  |  |  |  |  |  |  |  |  |  |  |  |
|  |                                                          |  |  |  |  |  |  |  |  |  |  |  |  |  |  |  |  |  |  |
|  | 22. Philippe Ier de Parme                                |  |  |  |  |  |  |  |  |  |  |  |  |  |  |  |  |  |  |
|  |                                                          |  |  |  |  |  |  |  |  |  |  |  |  |  |  |  |  |  |  |
|  |                                                          |  |  |  |  |  |  |  |  |  |  |  |  |  |  |  |  |  |  |
|  | 45. Élisabeth Farnèse (= 39,41,53,57)                    |  |  |  |  |  |  |  |  |  |  |  |  |  |  |  |  |  |  |
|  |                                                          |  |  |  |  |  |  |  |  |  |  |  |  |  |  |  |  |  |  |
|  |                                                          |  |  |  |  |  |  |  |  |  |  |  |  |  |  |  |  |  |  |
|  | 11. Marie-Louise de Bourbon-Parme                        |  |  |  |  |  |  |  |  |  |  |  |  |  |  |  |  |  |  |
|  |                                                          |  |  |  |  |  |  |  |  |  |  |  |  |  |  |  |  |  |  |
|  |                                                          |  |  |  |  |  |  |  |  |  |  |  |  |  |  |  |  |  |  |
|  | 46. Louis XV de France                                   |  |  |  |  |  |  |  |  |  |  |  |  |  |  |  |  |  |  |
|  |                                                          |  |  |  |  |  |  |  |  |  |  |  |  |  |  |  |  |  |  |
|  |                                                          |  |  |  |  |  |  |  |  |  |  |  |  |  |  |  |  |  |  |
|  | 23. Élisabeth de France                                  |  |  |  |  |  |  |  |  |  |  |  |  |  |  |  |  |  |  |
|  |                                                          |  |  |  |  |  |  |  |  |  |  |  |  |  |  |  |  |  |  |
|  |                                                          |  |  |  |  |  |  |  |  |  |  |  |  |  |  |  |  |  |  |
|  | 47. Marie Leszczynska                                    |  |  |  |  |  |  |  |  |  |  |  |  |  |  |  |  |  |  |
|  |                                                          |  |  |  |  |  |  |  |  |  |  |  |  |  |  |  |  |  |  |
|  |                                                          |  |  |  |  |  |  |  |  |  |  |  |  |  |  |  |  |  |  |
|  | 1. Pierre II du Brésil                                   |  |  |  |  |  |  |  |  |  |  |  |  |  |  |  |  |  |  |
|  |                                                          |  |  |  |  |  |  |  |  |  |  |  |  |  |  |  |  |  |  |
|  |                                                          |  |  |  |  |  |  |  |  |  |  |  |  |  |  |  |  |  |  |
|  | 48. Léopold Ier de Lorraine (= 60)                       |  |  |  |  |  |  |  |  |  |  |  |  |  |  |  |  |  |  |
|  |                                                          |  |  |  |  |  |  |  |  |  |  |  |  |  |  |  |  |  |  |
|  |                                                          |  |  |  |  |  |  |  |  |  |  |  |  |  |  |  |  |  |  |
|  | 24. François Ier du Saint-Empire                         |  |  |  |  |  |  |  |  |  |  |  |  |  |  |  |  |  |  |
|  |                                                          |  |  |  |  |  |  |  |  |  |  |  |  |  |  |  |  |  |  |
|  |                                                          |  |  |  |  |  |  |  |  |  |  |  |  |  |  |  |  |  |  |
|  | 49. Élisabeth-Charlotte d'Orléans (= 61)                 |  |  |  |  |  |  |  |  |  |  |  |  |  |  |  |  |  |  |
|  |                                                          |  |  |  |  |  |  |  |  |  |  |  |  |  |  |  |  |  |  |
|  |                                                          |  |  |  |  |  |  |  |  |  |  |  |  |  |  |  |  |  |  |
|  | 12. Léopold II du Saint-Empire                           |  |  |  |  |  |  |  |  |  |  |  |  |  |  |  |  |  |  |
|  |                                                          |  |  |  |  |  |  |  |  |  |  |  |  |  |  |  |  |  |  |
|  |                                                          |  |  |  |  |  |  |  |  |  |  |  |  |  |  |  |  |  |  |
|  | 50. Charles VI du Saint-Empire (= 62)                    |  |  |  |  |  |  |  |  |  |  |  |  |  |  |  |  |  |  |
|  |                                                          |  |  |  |  |  |  |  |  |  |  |  |  |  |  |  |  |  |  |
|  |                                                          |  |  |  |  |  |  |  |  |  |  |  |  |  |  |  |  |  |  |
|  | 25. Marie Thérèse d'Autriche                             |  |  |  |  |  |  |  |  |  |  |  |  |  |  |  |  |  |  |
|  |                                                          |  |  |  |  |  |  |  |  |  |  |  |  |  |  |  |  |  |  |
|  |                                                          |  |  |  |  |  |  |  |  |  |  |  |  |  |  |  |  |  |  |
|  | 51. Élisabeth-Christine de Brunswick-Wolfenbüttel (= 63) |  |  |  |  |  |  |  |  |  |  |  |  |  |  |  |  |  |  |
|  |                                                          |  |  |  |  |  |  |  |  |  |  |  |  |  |  |  |  |  |  |
|  |                                                          |  |  |  |  |  |  |  |  |  |  |  |  |  |  |  |  |  |  |
|  | 6. François Ier d'Autriche                               |  |  |  |  |  |  |  |  |  |  |  |  |  |  |  |  |  |  |
|  |                                                          |  |  |  |  |  |  |  |  |  |  |  |  |  |  |  |  |  |  |
|  |                                                          |  |  |  |  |  |  |  |  |  |  |  |  |  |  |  |  |  |  |
|  | 52. Philippe V d'Espagne (= 38,40,44,56)                 |  |  |  |  |  |  |  |  |  |  |  |  |  |  |  |  |  |  |
|  |                                                          |  |  |  |  |  |  |  |  |  |  |  |  |  |  |  |  |  |  |
|  |                                                          |  |  |  |  |  |  |  |  |  |  |  |  |  |  |  |  |  |  |
|  | 26. Charles III d'Espagne (= 20)                         |  |  |  |  |  |  |  |  |  |  |  |  |  |  |  |  |  |  |
|  |                                                          |  |  |  |  |  |  |  |  |  |  |  |  |  |  |  |  |  |  |
|  |                                                          |  |  |  |  |  |  |  |  |  |  |  |  |  |  |  |  |  |  |
|  | 53. Élisabeth Farnèse (= 39,41,45,57)                    |  |  |  |  |  |  |  |  |  |  |  |  |  |  |  |  |  |  |
|  |                                                          |  |  |  |  |  |  |  |  |  |  |  |  |  |  |  |  |  |  |
|  |                                                          |  |  |  |  |  |  |  |  |  |  |  |  |  |  |  |  |  |  |
|  | 13. Marie-Louise d'Espagne                               |  |  |  |  |  |  |  |  |  |  |  |  |  |  |  |  |  |  |
|  |                                                          |  |  |  |  |  |  |  |  |  |  |  |  |  |  |  |  |  |  |
|  |                                                          |  |  |  |  |  |  |  |  |  |  |  |  |  |  |  |  |  |  |
|  | 54. Auguste III de Pologne (= 42,58)                     |  |  |  |  |  |  |  |  |  |  |  |  |  |  |  |  |  |  |
|  |                                                          |  |  |  |  |  |  |  |  |  |  |  |  |  |  |  |  |  |  |
|  |                                                          |  |  |  |  |  |  |  |  |  |  |  |  |  |  |  |  |  |  |
|  | 27. Marie-Amélie de Saxe (= 21)                          |  |  |  |  |  |  |  |  |  |  |  |  |  |  |  |  |  |  |
|  |                                                          |  |  |  |  |  |  |  |  |  |  |  |  |  |  |  |  |  |  |
|  |                                                          |  |  |  |  |  |  |  |  |  |  |  |  |  |  |  |  |  |  |
|  | 55. Marie-Josèphe d'Autriche (= 43,59)                   |  |  |  |  |  |  |  |  |  |  |  |  |  |  |  |  |  |  |
|  |                                                          |  |  |  |  |  |  |  |  |  |  |  |  |  |  |  |  |  |  |
|  |                                                          |  |  |  |  |  |  |  |  |  |  |  |  |  |  |  |  |  |  |
|  | 3. Marie Léopoldine d'Autriche                           |  |  |  |  |  |  |  |  |  |  |  |  |  |  |  |  |  |  |
|  |                                                          |  |  |  |  |  |  |  |  |  |  |  |  |  |  |  |  |  |  |
|  |                                                          |  |  |  |  |  |  |  |  |  |  |  |  |  |  |  |  |  |  |
|  | 56. Philippe V d'Espagne (= 38,40,44,52)                 |  |  |  |  |  |  |  |  |  |  |  |  |  |  |  |  |  |  |
|  |                                                          |  |  |  |  |  |  |  |  |  |  |  |  |  |  |  |  |  |  |
|  |                                                          |  |  |  |  |  |  |  |  |  |  |  |  |  |  |  |  |  |  |
|  | 28. Charles III d'Espagne (= 20)                         |  |  |  |  |  |  |  |  |  |  |  |  |  |  |  |  |  |  |
|  |                                                          |  |  |  |  |  |  |  |  |  |  |  |  |  |  |  |  |  |  |
|  |                                                          |  |  |  |  |  |  |  |  |  |  |  |  |  |  |  |  |  |  |
|  | 57. Élisabeth Farnèse (= 39,41,45,53)                    |  |  |  |  |  |  |  |  |  |  |  |  |  |  |  |  |  |  |
|  |                                                          |  |  |  |  |  |  |  |  |  |  |  |  |  |  |  |  |  |  |
|  |                                                          |  |  |  |  |  |  |  |  |  |  |  |  |  |  |  |  |  |  |
|  | 14. Ferdinand Ier des Deux-Siciles                       |  |  |  |  |  |  |  |  |  |  |  |  |  |  |  |  |  |  |
|  |                                                          |  |  |  |  |  |  |  |  |  |  |  |  |  |  |  |  |  |  |
|  |                                                          |  |  |  |  |  |  |  |  |  |  |  |  |  |  |  |  |  |  |
|  | 58. Auguste III de Pologne (= 42,54)                     |  |  |  |  |  |  |  |  |  |  |  |  |  |  |  |  |  |  |
|  |                                                          |  |  |  |  |  |  |  |  |  |  |  |  |  |  |  |  |  |  |
|  |                                                          |  |  |  |  |  |  |  |  |  |  |  |  |  |  |  |  |  |  |
|  | 29. Marie-Amélie de Saxe (= 21)                          |  |  |  |  |  |  |  |  |  |  |  |  |  |  |  |  |  |  |
|  |                                                          |  |  |  |  |  |  |  |  |  |  |  |  |  |  |  |  |  |  |
|  |                                                          |  |  |  |  |  |  |  |  |  |  |  |  |  |  |  |  |  |  |
|  | 59. Marie-Josèphe d'Autriche (= 43,55)                   |  |  |  |  |  |  |  |  |  |  |  |  |  |  |  |  |  |  |
|  |                                                          |  |  |  |  |  |  |  |  |  |  |  |  |  |  |  |  |  |  |
|  |                                                          |  |  |  |  |  |  |  |  |  |  |  |  |  |  |  |  |  |  |
|  | 7. Marie-Thérèse de Bourbon-Naples                       |  |  |  |  |  |  |  |  |  |  |  |  |  |  |  |  |  |  |
|  |                                                          |  |  |  |  |  |  |  |  |  |  |  |  |  |  |  |  |  |  |
|  |                                                          |  |  |  |  |  |  |  |  |  |  |  |  |  |  |  |  |  |  |
|  | 60. Léopold Ier de Lorraine (= 48)                       |  |  |  |  |  |  |  |  |  |  |  |  |  |  |  |  |  |  |
|  |                                                          |  |  |  |  |  |  |  |  |  |  |  |  |  |  |  |  |  |  |
|  |                                                          |  |  |  |  |  |  |  |  |  |  |  |  |  |  |  |  |  |  |
|  | 30. François Ier du Saint-Empire (= 24)                  |  |  |  |  |  |  |  |  |  |  |  |  |  |  |  |  |  |  |
|  |                                                          |  |  |  |  |  |  |  |  |  |  |  |  |  |  |  |  |  |  |
|  |                                                          |  |  |  |  |  |  |  |  |  |  |  |  |  |  |  |  |  |  |
|  | 61. Élisabeth-Charlotte d'Orléans (= 49)                 |  |  |  |  |  |  |  |  |  |  |  |  |  |  |  |  |  |  |
|  |                                                          |  |  |  |  |  |  |  |  |  |  |  |  |  |  |  |  |  |  |
|  |                                                          |  |  |  |  |  |  |  |  |  |  |  |  |  |  |  |  |  |  |
|  | 15. Marie-Caroline d'Autriche                            |  |  |  |  |  |  |  |  |  |  |  |  |  |  |  |  |  |  |
|  |                                                          |  |  |  |  |  |  |  |  |  |  |  |  |  |  |  |  |  |  |
|  |                                                          |  |  |  |  |  |  |  |  |  |  |  |  |  |  |  |  |  |  |
|  | 62. Charles VI du Saint-Empire (= 50)                    |  |  |  |  |  |  |  |  |  |  |  |  |  |  |  |  |  |  |
|  |                                                          |  |  |  |  |  |  |  |  |  |  |  |  |  |  |  |  |  |  |
|  |                                                          |  |  |  |  |  |  |  |  |  |  |  |  |  |  |  |  |  |  |
|  | 31. Marie Thérèse d'Autriche (= 25)                      |  |  |  |  |  |  |  |  |  |  |  |  |  |  |  |  |  |  |
|  |                                                          |  |  |  |  |  |  |  |  |  |  |  |  |  |  |  |  |  |  |
|  |                                                          |  |  |  |  |  |  |  |  |  |  |  |  |  |  |  |  |  |  |
|  | 63. Élisabeth-Christine de Brunswick-Wolfenbüttel (= 51) |  |  |  |  |  |  |  |  |  |  |  |  |  |  |  |  |  |  |
|  |                                                          |  |  |  |  |  |  |  |  |  |  |  |  |  |  |  |  |  |  |
|  |                                                          |  |  |  |  |  |  |  |  |  |  |  |  |  |  |  |  |  |  |

### Descendance
| Nom                                                                                                | Portrait | Naissance-Décès                    | Notes |
| -------------------------------------------------------------------------------------------------- | --- | ---------------------------------- | --- |
| avec Thérèse-Christine des Deux-Siciles (14 mars 1822 – 28 décembre 1889 ; épousée le 30 mai 1843) | |                                    | |
| Alphonse, prince impérial du Brésil                                                                | Alphonse, prince impérial du Brésil | 23 février 1845 – 11 juin 1847     | Prince impérial du Brésil de sa naissance à sa mort en 1847. |
| Isabelle, princesse impériale du Brésil                                                            | Half-length photographic portrait of a young lady in profile with light-colored hair held back by a dark velvet ribbon and wearing a Victorian-style dress of lace with a cameo on a dark ribbon around her neck | 29 juillet 1846 – 14 novembre 1921 | Princesse impériale du Brésil, régente du Brésil, qui épouse le prince Gaston d'Orléans (1842-1922), comte d'Eu ; le comte de Paris est un de leurs descendants. |
| Princesse Léopoldine du Brésil                                                                     | Half-length photographic portrait of a young lady with dark-colored hair swept back and wearing a high-necked, dark Victorian era satin dress with dark buttons                                                  | 13 juillet 1847 – 7 février 1871   | épouse le prince Auguste de Saxe-Cobourg-Kohary, quatre garçons naissent de ce mariage.                                                                          |
| Pierre-Alphonse, prince impérial du Brésil                                                         | A painting of a blond toddler in a white dress being supported by another child wearing a blue dress. | 19 juillet 1848 – 9 janvier 1850   | Prince impérial du Brésil de sa naissance à sa mort en 1850. |

## Décorations
L'empereur Pierre II est titulaire des décorations suivantes :

### Décorations brésiliennes
- Grand-Maître de l'Ordre du Christ
- Grand-Maître de l'Ordre impérial d'Aviz
- Grand-Maître de l'Ordre impérial de Sant'Iago de l'Épée
- Grand-Maître de l'Ordre national de la Croix du Sud
- Grand-Maître de l'Ordre de Pierre Ier
- Grand-Maître de l'Ordre de la Rose

### Décorations étrangères
- Grand-Croix de l'Ordre de Saint-Étienne de Hongrie
- Grand cordon de l'Ordre de Léopold (1835)
- Grand-Croix de l'Ordre de l'Étoile de Roumanie
- Chevalier de l'Ordre de l'Éléphant
- Chevalier de l'Ordre de Saint-Janvier des Deux-Siciles
- Grand-Croix de l'Ordre de Saint-Ferdinand et du mérite des Deux-Siciles
- Grand-Croix de l'Ordre de la Légion d'Honneur
- Grand-Croix de l'Ordre du Sauveur
- Grand-Croix de l'Ordre du Lion néerlandais
- Chevalier de la Ordre de la Toison d'or (Espagne, 1835)
- Chevalier de l'Ordre de la Jarretière (1871)
- Grand-Croix de l'Ordre de Malte
- Grand-Croix de l'Ordre équestre du Saint-Sépulcre de Jérusalem
- Sénateur Grand-Croix et Collier de l'Ordre sacré et militaire constantinien de Saint-Georges
- Grand-Croix de l'Ordre de l'Immaculée Conception de Vila Viçosa
- Grand-Croix de l'Ordre de la Tour et de l'Épée
- Chevalier de l'Ordre de l'Aigle noir
- Chevalier 1re classe de l'ordre de Saint-André (Empire russe).
- Chevalier 1re classe de l'ordre de Saint-Alexandre Nevski (Empire russe).
- Chevalier 1re classe de l'ordre de l'Aigle blanc (Empire russe).
- Chevalier 1re classe de l'ordre de Sainte-Anne (Empire russe).
- Chevalier de 1re classe de l'ordre impérial et militaire de Saint-Georges (Empire russe)
- Chevalier 1re classe de l'ordre de Saint-Stanislas (Russie impériale)
- Chevalier 1re classe de l'ordre de Saint-Vladimir (Empire russe)
- Chevalier de l'Ordre suprême de la Très Sainte Annonciade
- Chevalier de l'Ordre des Séraphins
- Commandeur et Grand-Croix de l'Ordre royal de l'Étoile polaire
- Chevalier de 1re classe de l'Ordre du Médjidié
- Chevalier de 1re classe de l'Ordre de la Fidélité (Bade) (1888)
- Chevalier de l'Ordre de Berthold Ier
- Chevalier de l'Ordre de Saint-Hubert (Bavière) (1888)
- Grand-Croix de l'Ordre de la Maison ernestine de Saxe (1864)
- Grand-Croix de l'Ordre du Faucon Blanc
- Chevalier de l'Ordre de la Couronne de Saxe (1872)
- Grand-Croix avec collier de l'Ordre Impérial de l'Aigle Mexicain (1865)
- Grand-Croix de l'ordre de Saint-Charles (Monaco) (1872).
- Membre associé du Félibrige (1873)[446].

## Dans la culture populaire

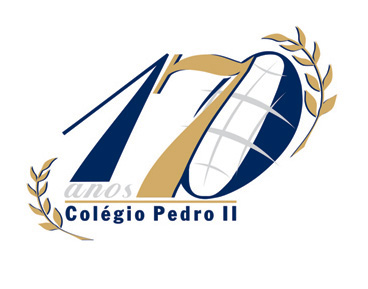
Logo du Colégio Pedro II.

### Toponymie
- La ville de Petrópolis, dans l'État de Rio de Janeiro, a été fondée par Pierre II et porte son nom.
- La ville de Pedro II, dans l'État du Piauí, au Brésil, a été baptisée en l'honneur de Pierre II.
- Le fort Dom Pedro II de Caçapava est une ancienne citadelle située dans le Rio Grande do Sul.

### Sport
L'Esporte Clube Dom Pedro II est un club de football brésilien basé à Brasilia.

### Enseignement
Le Colégio Pedro II est un important établissement d'enseignement public brésilien situé à Rio de Janeiro.

### Littérature
Pierre II semble avoir inspiré le personnage du roi de Malécarlie, issu de l'œuvre de Jules Verne L'Île à hélice.

### Cinéma et télévision
- Au cinéma, le rôle de l'empereur est interprété en 1988 par Philippe Noiret dans le film Toscanini de Franco Zeffirelli, et en 2001 par Cláudio Marzo dans le film brésilien O Xangô de Baker Street [448].
- À la télévision, il est joué par Carlos Kroeber dans les mini-séries brésiliennes Abolição (1988) et República (1989)[449] ainsi que par Cláudio Correia e Castro et Sylvio Band dans les deux versions successives de la telenovela Sangue do Meu Sangue (1969) puis Sangue do Meu Sangue (pt) (1995)[450].
- L'émission Secrets d'histoire sur France 2 du 8 août 2019, intitulée Pedro II, le dernier empereur du Brésil, lui était consacrée[451].

### Jeux vidéo
Dans les jeux Civilization V: Brave New World et Civilization VI, il est proposé aux joueurs d'incarner Pierre II pour mener une partie avec le Brésil.